# St. Marien (Freyburg)

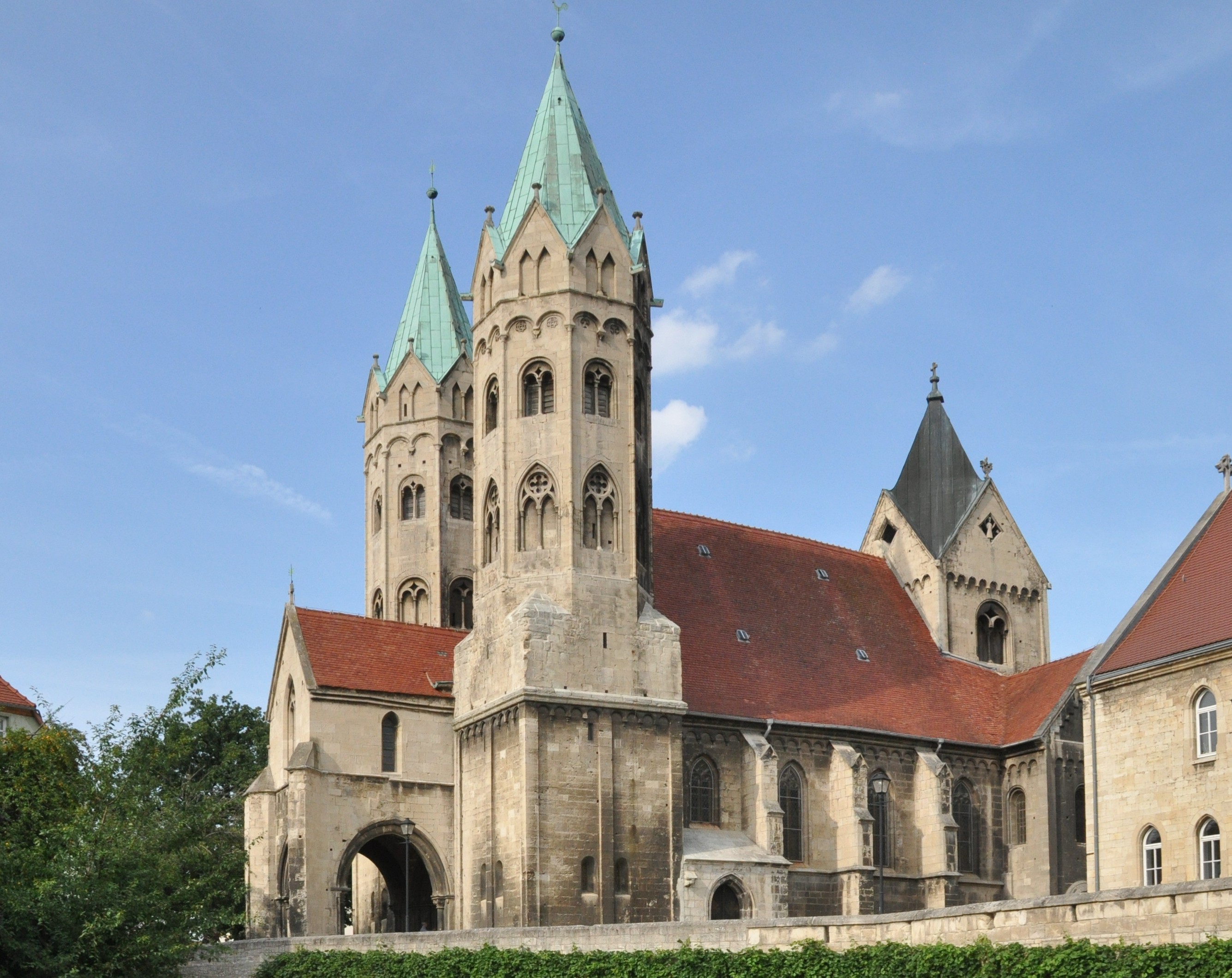
Freyburg, St. Marien, Ansicht von Süden

St. Marien ist die evangelische Stadtkirche in Freyburg (Unstrut). Die im 13. Jahrhundert in enger Anlehnung an den zeitgleich entstandenen Neubau des Naumburger Doms errichtete spätromanische Basilika wurde im 15. Jahrhundert teilweise umgebaut und erhielt dadurch ihr heutiges Erscheinungsbild, das von einer Verbindung romanischer und gotischer Elemente geprägt ist.

## Geschichte
Die Stadt Freyburg entstand gegen Ende des 12. Jahrhunderts planmäßig aus der Vorburg des Schlosses Neuenburg. Die Marienkirche befindet sich südöstlich des rechteckigen Marktplatzes an der östlichen Stadtgrenze. Sie wurde im zweiten Viertel des 13. Jahrhunderts in spätromanischen und zum Teil bereits frühgotischen Formen errichtet. Laut dendrochronologischer Untersuchungen standen wesentliche Bestandteile der Kirche aber schon im Jahr 1225.
Zu Beginn des 15. Jahrhunderts wurde die romanische Apsis durch den heutigen gotischen Chorraum ersetzt. In das zweite Viertel des 15. Jahrhunderts wird die anstelle der südlichen Nebenapsis errichtete Sakristei datiert.
Zum Ende des 15. Jahrhunderts erhielt die Kirche mit dem spätgotischen Neubau des Langhauses in Hallenform ihre heutige Gestalt. Im Zuge dieser Umbaumaßnahmen wurde die im Erdgeschoss dreiseitig geöffnete westliche Vorhalle um ein Obergeschoss ergänzt, das über eine  Wendeltreppe im Nordwesten zugänglich ist. Das romanische Westportal wurde durch einen spätgotischen Eingang mit Kielbogenabschluss ersetzt. Zugleich entstanden in den westlichen Seitenschiffsjochen auf der Nord- und Südseite neue Eingänge in das Kirchenschiff, zu denen kleine, zwischen den Westtürmen und den Strebepfeilern des Schiffes eingespannte Vorhallen führen. Die südliche Vorhalle trägt auf einer Inschrift die Jahreszahl 1493.
In den 1930er Jahren fanden Wiederherstellungsarbeiten statt, bei denen unter anderem das Westportal auf seinen romanischen Zustand zurückgeführt und das heutige schlichte Erscheinungsbild des Inneren geschaffen wurde.

## Architektur

### Grundriss
Die im 13. Jahrhundert aus Kalksteinquadern errichtete Kirche war eine kreuzförmige dreischiffige Basilika mit zwei Türmen und leicht längsrechteckiger offener Vorhalle im Westen und einem Querschiff mit Nebenapsiden sowie einem an das Vierungsquadrat anschließenden quadratischen Chorjoch mit Hauptapsis im Osten. Der Grundriss des flachgedeckten dreijochigen Langhauses der Kirche folgte dem gebundenen System, wobei den in der Größe dem Vierungsquadrat entsprechenden Langhausjochen jeweils sechs quadratische Seitenschiffsjoche entsprachen.
Der gotische Chor wurde an das bestehende romanische Chorquadrat angefügt. Einem querrechteckigen Joch folgt ein von fünf Seiten des Achtecks gebildetes Polygon. Im Inneren sind der romanische und der gotische Baukörper durch ein einheitliches Netzgewölbe miteinander verbunden. Die ebenfalls nachträglich angefügte quadratische Sakristei füllt den Raum zwischen der Ostwand des Südquerhauses und der Südwand des Chorquadrates aus.
Das kurz vor 1500 erbaute spätgotische Hallenlanghaus besitzt vier querrechteckige Joche im Hauptschiff und acht längsrechteckige Seitenschiffsjoche. Sechs achteckige Pfeiler auf schlichten Sockeln tragen das in jedem Joch abweichend ausgebildete Netzgewölbe des Hauptschiffs und die schlichten Kreuzrippengewölbe der Seitenschiffe.

### Außenbau
Türme
Das Äußere der Kirche wird in erster Linie durch die drei Türme bestimmt. Das westliche Turmpaar folgt in seiner Gestaltung den Osttürmen des Naumburger Doms, besitzt aber im Gegensatz zu diesen noch das spätromanische Erscheinungsbild der Turmhelme. Auf einem im Grundriss quadratischen Unterbau, der an den freien Seiten über einem Sockel durch Ecklisenen und jeweils eine Mittellisene mit in Höhe des Mittelschiffs verlaufendem Rundbogenfries gegliedert und mit jeweils zwei Rundbogenfenstern versehen ist, erheben sich die beiden achteckigen Turmfreigeschosse. Sie sind durch rundbogige Fenster mit Mittelsäulen und rautenförmiger Öffnung im Bogenzwickel gegliedert. Auf der unteren Ebene handelt es sich lediglich um Blendfenster mit dahinterliegenden geschlossenen Wänden, wobei die Fenster des Südturms hier abweichend zur übrigen Architektur mit Spitzbögen und frühgotischem Maßwerk versehen sind. Die Wände besitzen Ecklisenen mit dreiviertelkreisförmigem Profil, deren kapitellförmiger oberer Abschluss einen Rundbogenfries trägt. Dieser umzieht die Türme mit stark in die Breite gezogenen Bögen, die in der Mitte der Wandfelder auf kleinen Konsolen aufsitzen.
Darüber trägt ein Gesims das aus jeweils acht Giebeln gebildete letzte Geschoss der Türme. Die mit kugelförmigen Knäufen auf der Spitze versehenen Giebel sind durch gekuppelte Blendfenster mit Mittelsäule und dreieckigem Abschluss geschmückt. Dahinter erheben sich die achteckigen kupfergedeckten Turmhelme.
Die Ostteile der Kirche werden von dem quadratischen Vierungsturm dominiert. Der durch seine gedrungenen Proportionen gekennzeichnete Baukörper wird von Ecklisenen und einem abschließenden Rundbogenfries gegliedert. Die zweigeteilten Fensteröffnungen mit Mittelsäule entsprechen den Fenstern der Westtürme. Die schlichten Giebel besitzen jeweils einfache Kantenprofile mit Masken am Anlauf und sind durch rautenförmige Fenster in der oberen Hälfte geöffnet. Im südlichen Fenster befindet sich ein aus Stein gehauenes schlichtes Figürchen, das eventuell zur Abwehr von Dämonen dienen sollte. Der Vierungsturm ist mit einem Rhombendach aus Kupfer gedeckt.

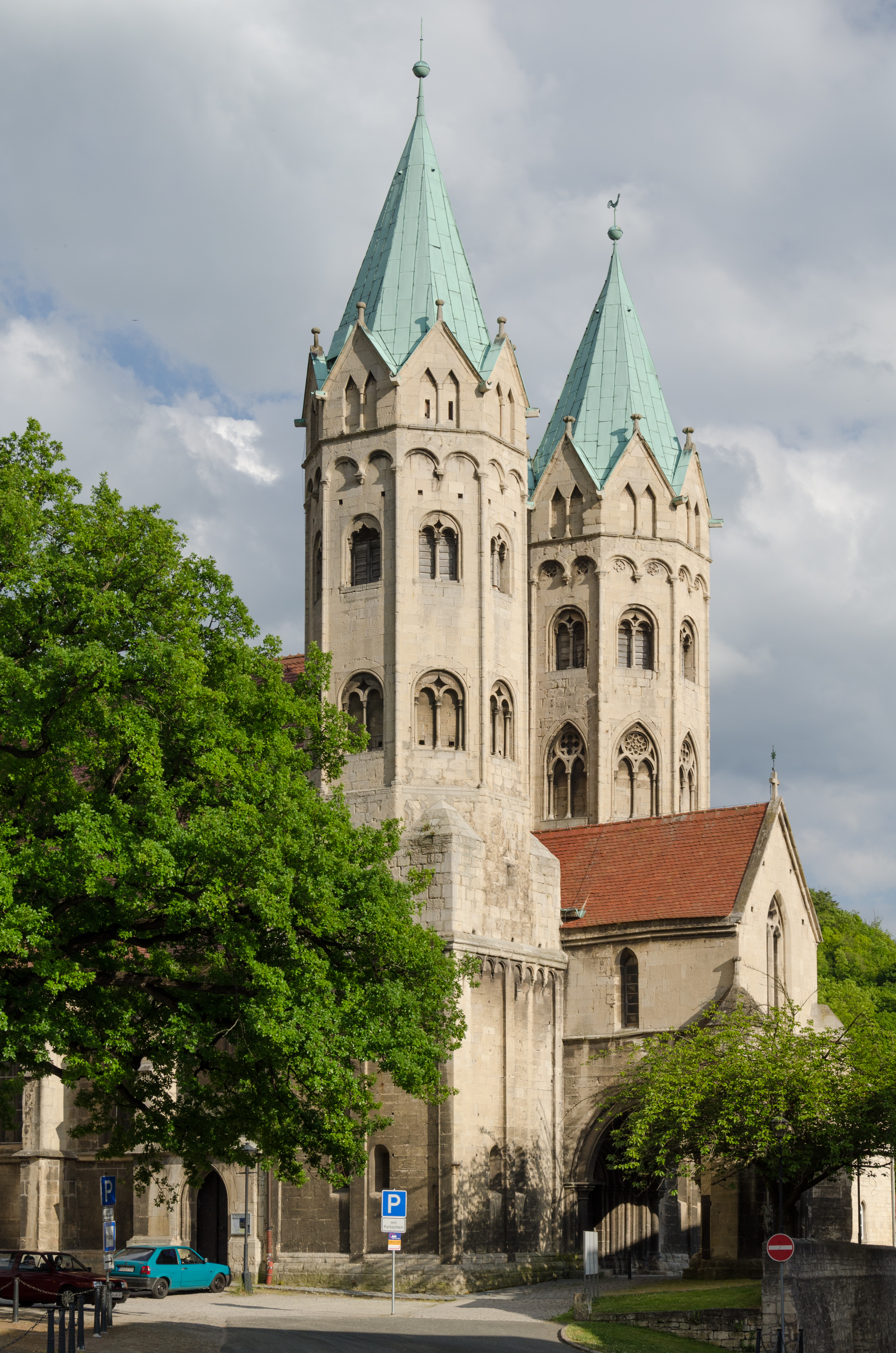
Westtürme
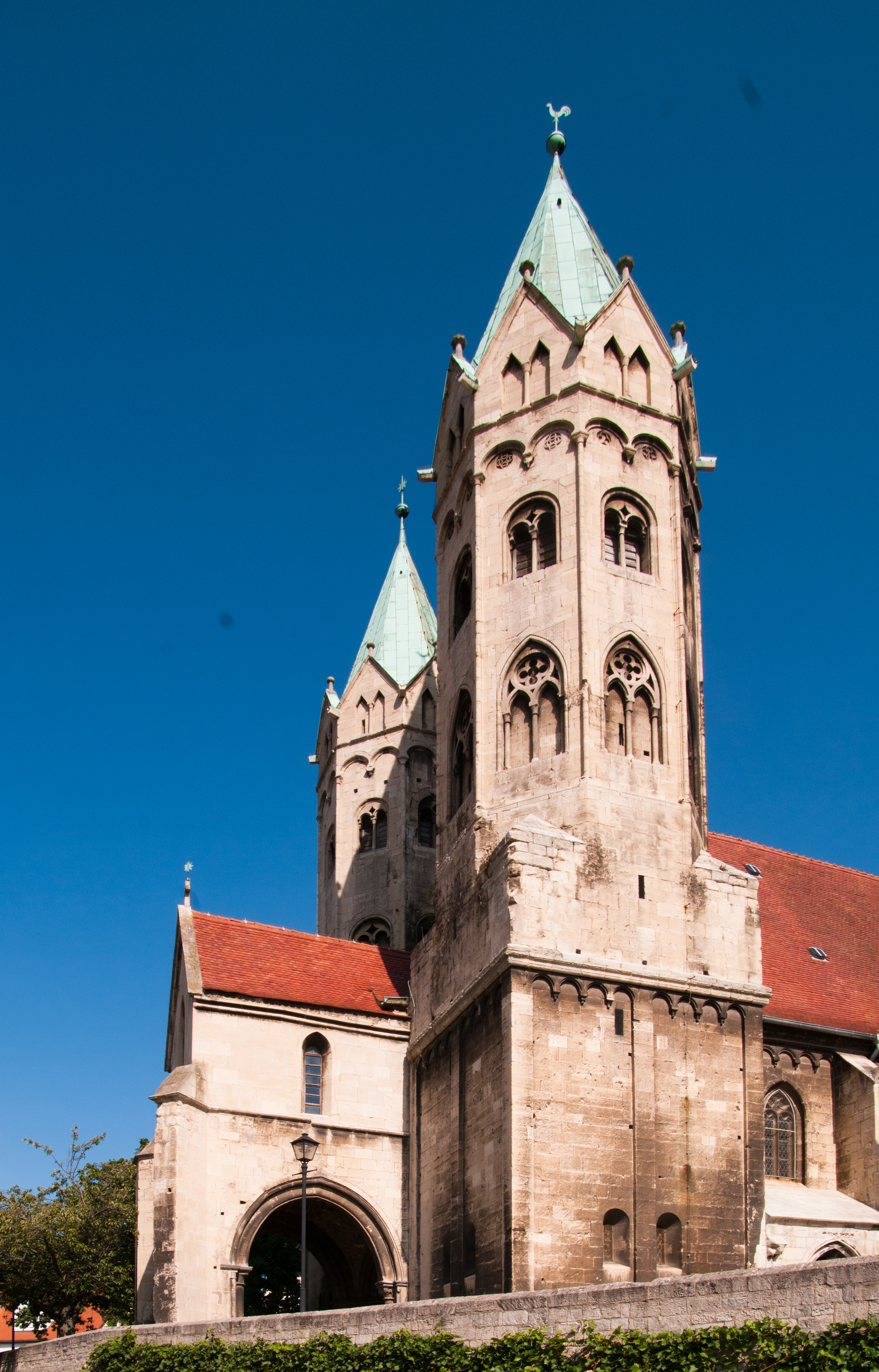
Südturm mit gotischen Blendfenstern
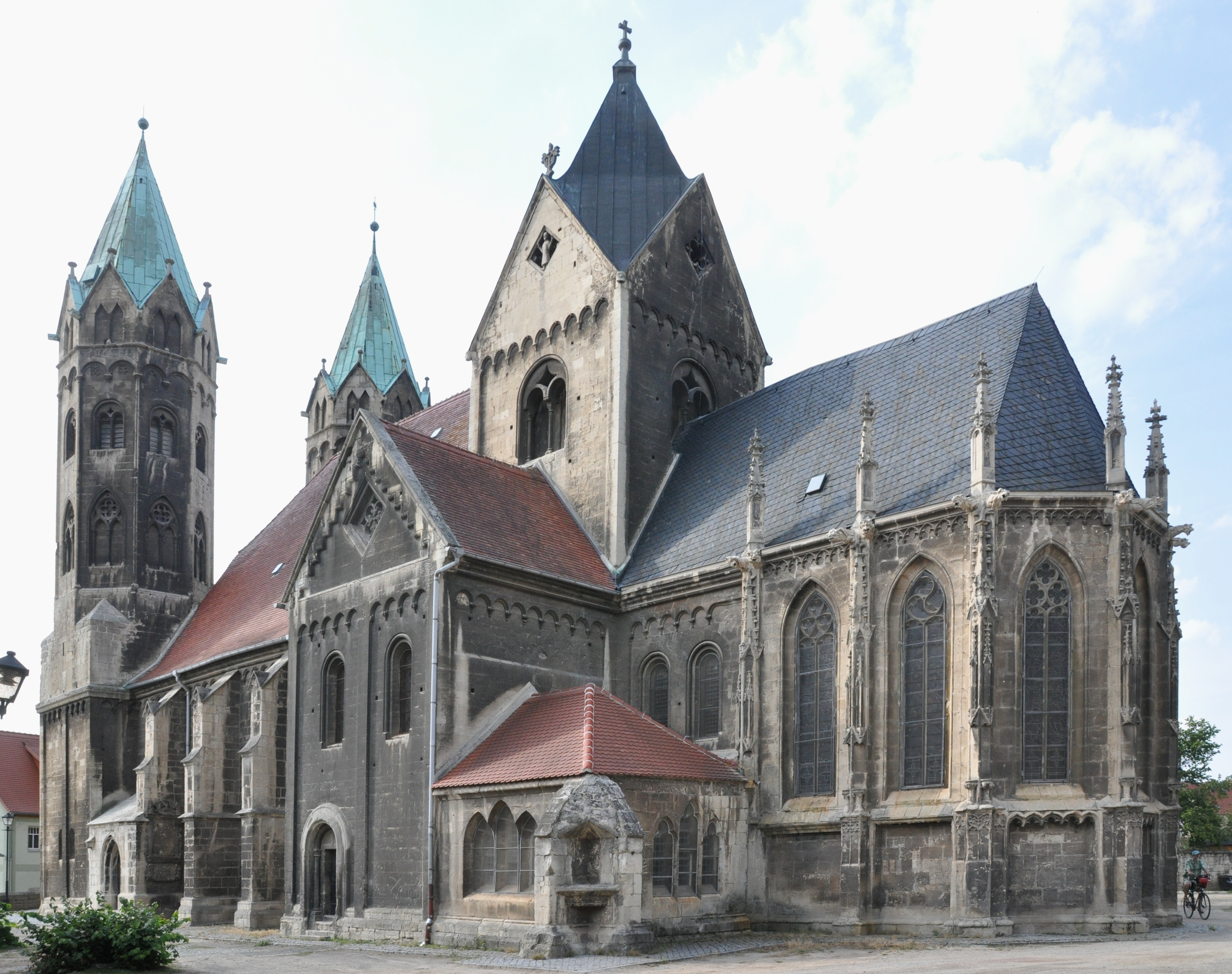
Ansicht von Südosten
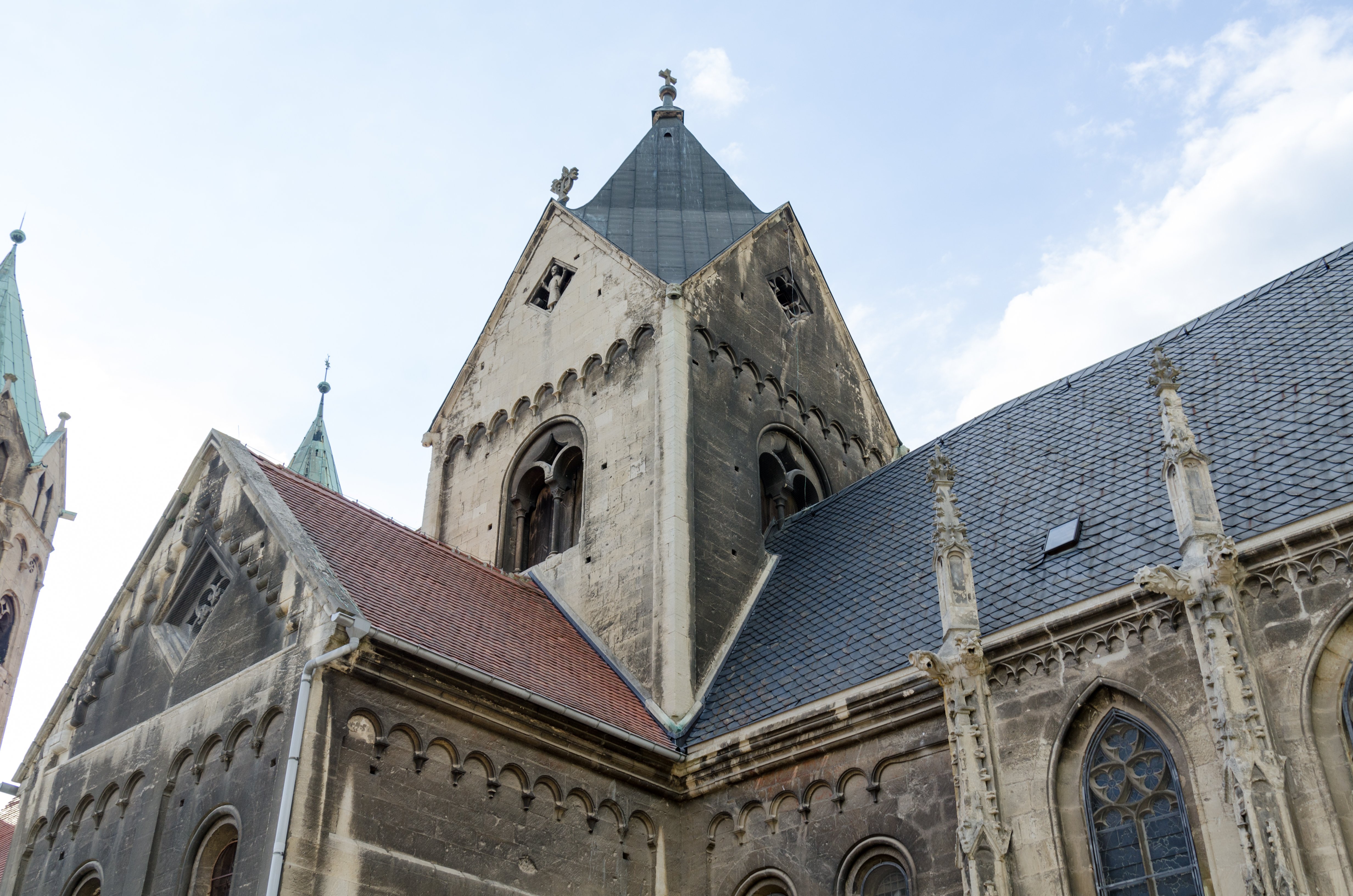
Vierungsturm

Westfassade
Die vor der Front der beiden Westtürme liegende kreuzgratgewölbte Vorhalle ist im Erdgeschoss dreiseitig mit großen, auf Säulen ruhenden Spitzbögen geöffnet. Ihren östlichen Abschluss bildet das rundbogige Säulenportal mit dem 1940 wieder eingebauten romanischen Tympanon. Dieses ist mit einer Darstellung der thronenden Muttergottes mit dem Jesuskind, flankiert von Engeln mit Weihrauchfässern, versehen.
Das über ein oktogonales Treppentürmchen in der Nordwestecke zugängliche Obergeschoss der Vorhalle öffnet sich nach Norden und Süden mit jeweils einem schlichten Spitzbogenfenster, während im Westen ein größeres spitzbogiges Fenster mit Maßwerkfüllung bis in den mit einem Kreuz abschließenden Giebel reicht.

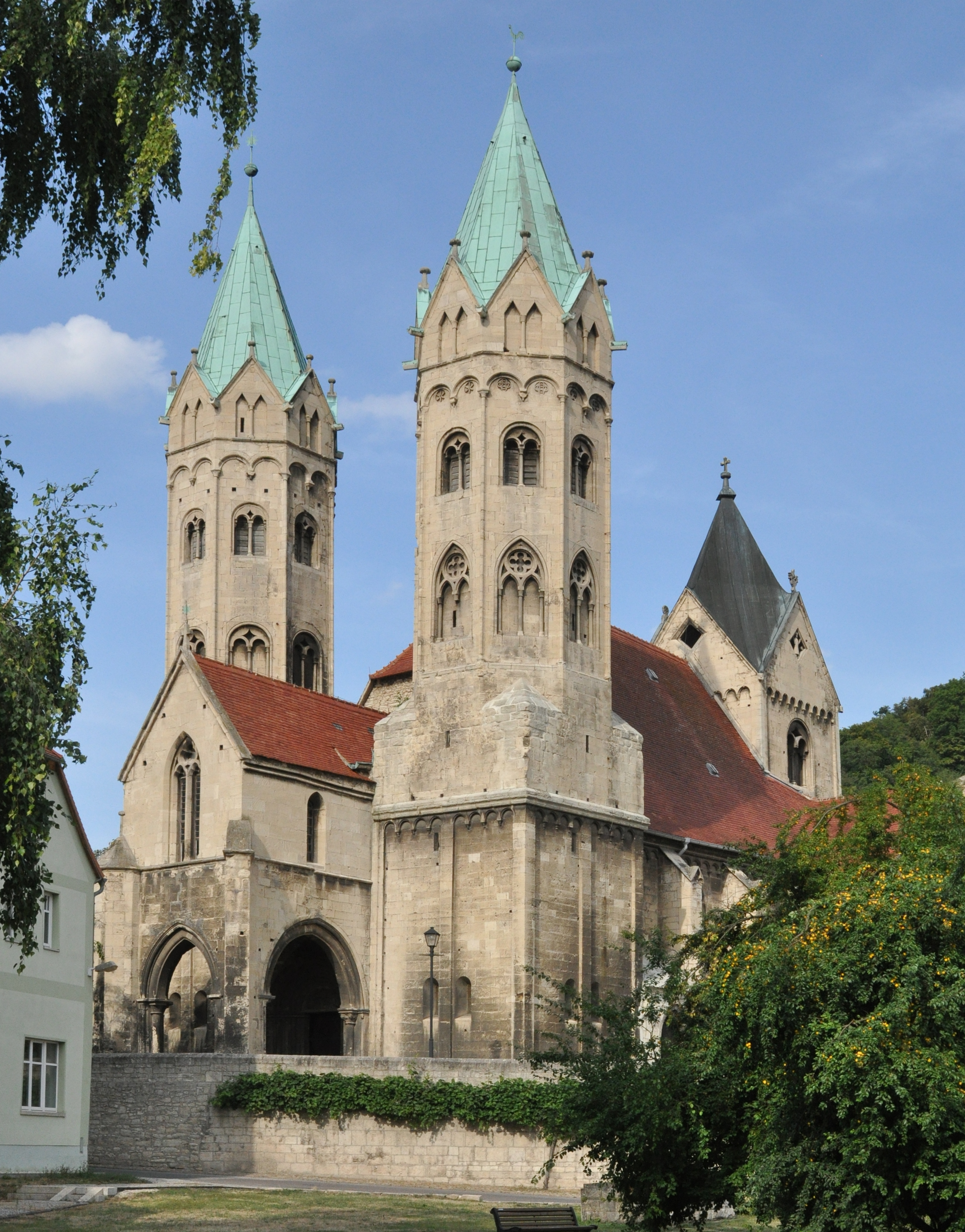
Westfassade
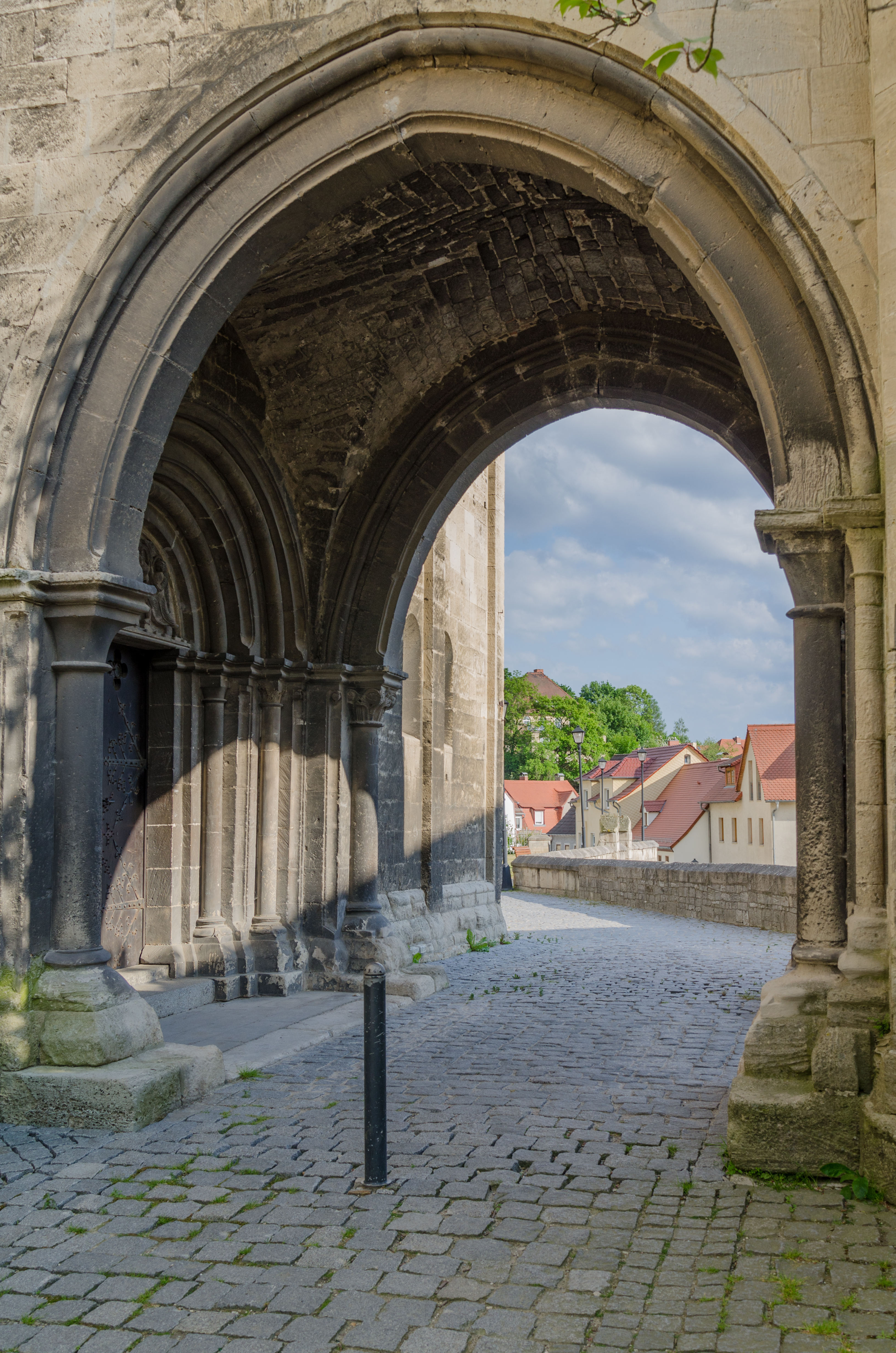
Vorhalle
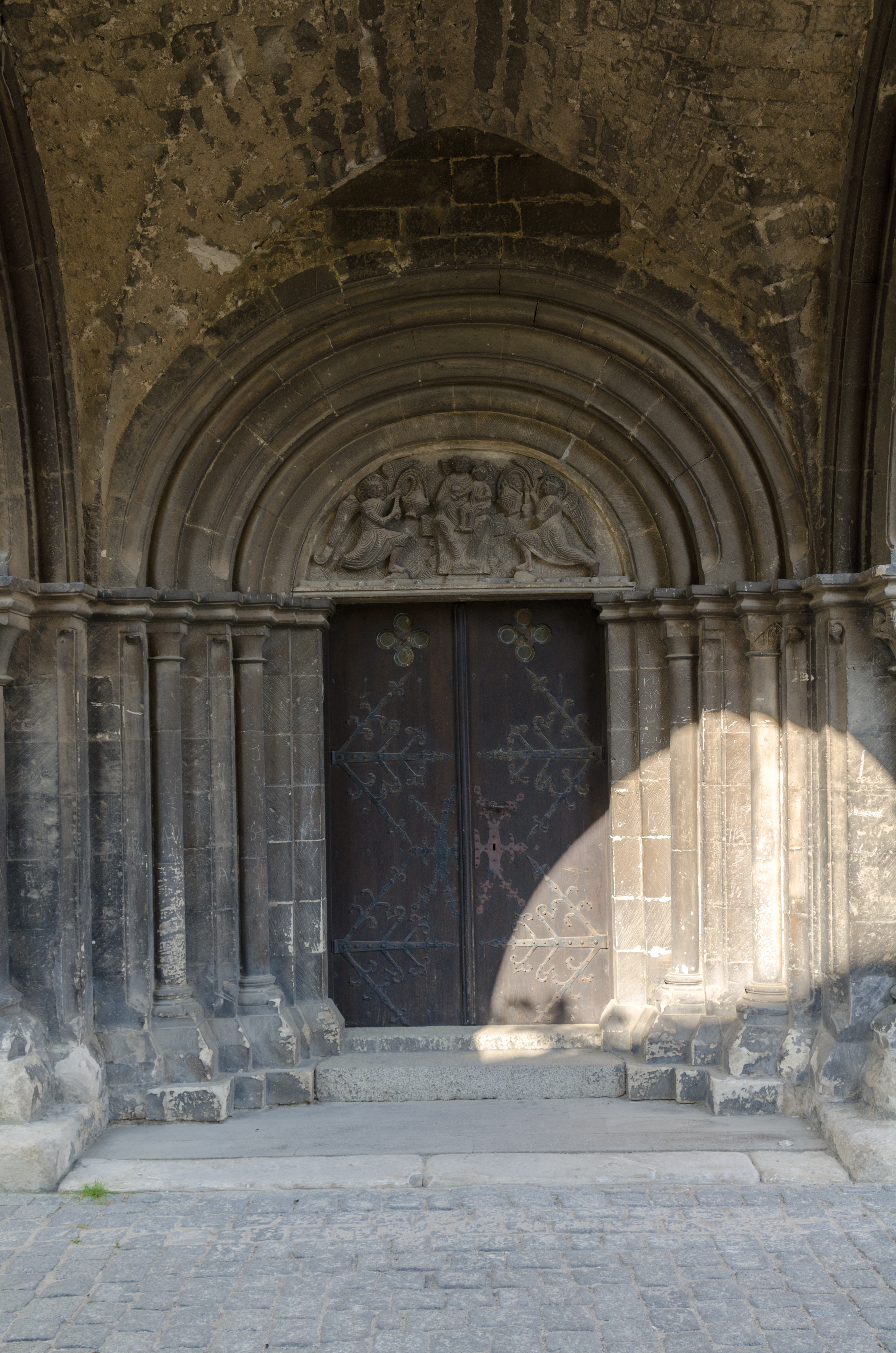
Westportal
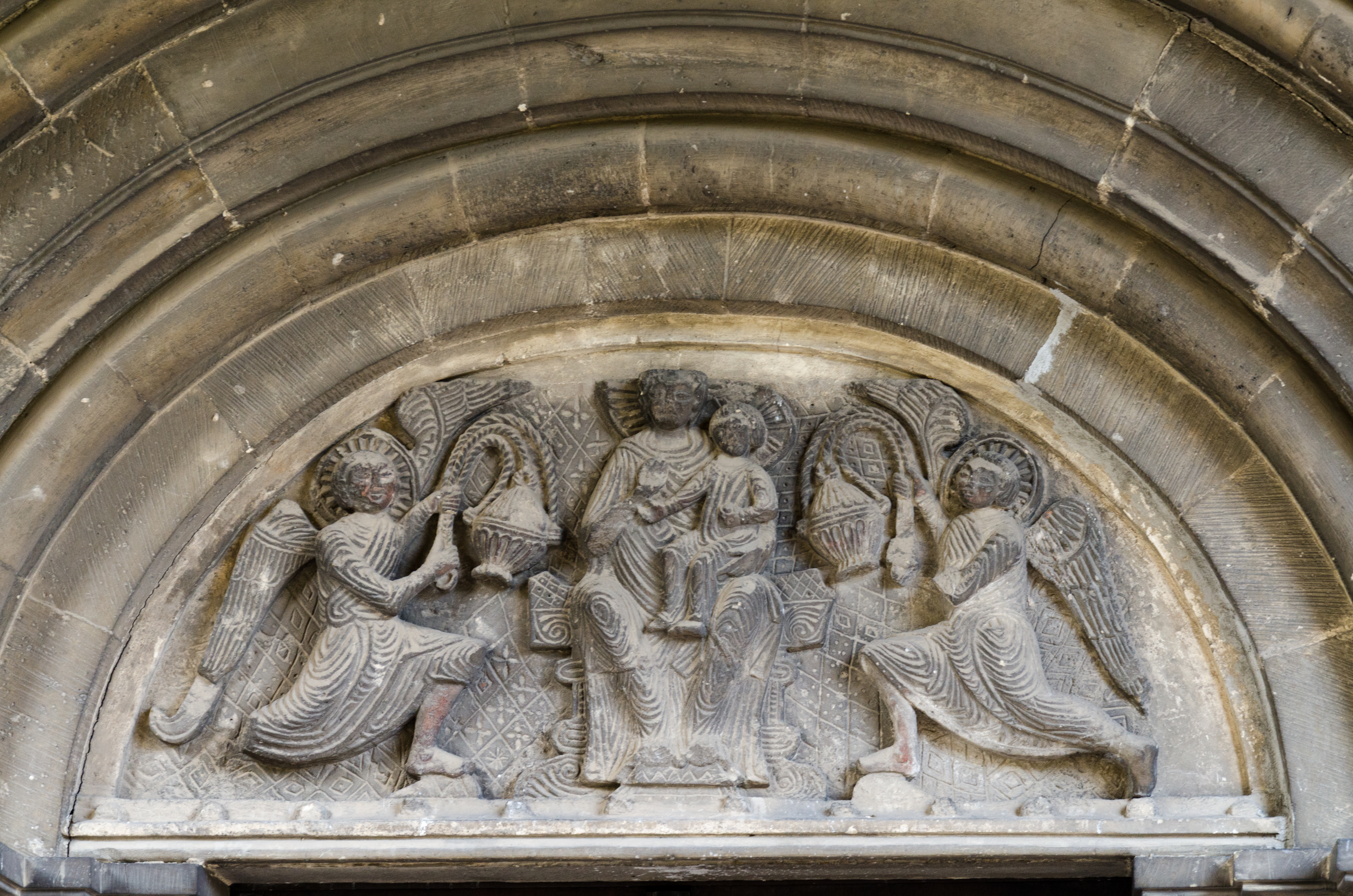
Romanisches Tympanon

Langhaus
Das spätgotische Hallenlanghaus ist mit einem hohen, im Westen mit einem Halbwalm versehenen Satteldach gedeckt, das große Teile der Westfassade des Vierungsturms verdeckt. Es besitzt ebenso wie das Querschiff eine Deckung aus roten Biberschwanzziegeln. Die Wände des Langhauses sind durch jeweils drei Strebepfeiler mit zweifacher Abstufung gegliedert. Zwischen den Strebepfeilern erheben sich über einem Sockel zunächst schmucklose Wandflächen, darüber umläuft ein Kaffgesims Wände und Pfeiler, das zugleich die Traufe der zwischen den westlichen Strebepfeilern und den romanischen Westtürmen angeordneten schlichten Vorhallen mit spitzbogigen Türen bildet.
Über dem waagerechten Gesims befinden sich die einfach gekehlten zweibahnigen Spitzbogenfenster des Schiffs mit spätgotischen Maßwerkfüllungen. Darüber bildet ein Rundbogenfries unter dem Traufgesims den Abschluss der Wände, dessen Formensprache auf eine Anpassung des gegen 1500 neu errichteten Langhauses an die benachbarten romanischen Bauteile hindeutet.
Querschiff und Chor
Das romanische Querhaus ist wie die Türme mit einer Gliederung aus Lisenen und Rundbogenfriesen versehen. An den Giebelseiten teilt eine mittlere Lisene analog zu den Turmuntergeschossen die Wände in zwei Hälften. Links und rechts der Mittellisene befinden sich in der oberen Wandhälfte jeweils zwei große Rundbogenfenster. Je ein gleichartiges Fenster weisen die Westwände der Querhausarme auf. Nach dem spätgotischen Langhausneubau im Inneren des Kirchenraums an den Ostenden der Seitenschiffe erkennbare Rundfenster befanden sich ursprünglich aufgrund des früheren basilikalen Querschnitts des Kirchenschiffs oberhalb der Pultdächer der romanischen Seitenschiffe an den Außenwänden des Querschiffs.
Im Erdgeschoss befindet sich im Norden und Süden des Querschiffs jeweils eine Türöffnung. Während auf der Nordseite lediglich eine einfach gerahmte rechteckige Tür vorhanden ist, besitzt das rundbogige Portal auf der Südseite eine in den umlaufenden Sockel eingebundene Rahmung, zwei flankierende Säulen mit runder Archivolte und ein mit zwei Viertelkreisfeldern verziertes Tympanon. Die Giebel des Querschiffs sind durch eingetiefte Felder mit einem entlang der Giebelschrägen abgetreppten wulstförmigen Fries als Rahmung versehen. In den Giebelfeldern befindet sich jeweils ein rautenförmiges Fenster mit Maßwerkfüllung.
Den östlichen Abschluss der Querhausarme bildeten zwei Nebenapsiden, von denen aufgrund des spätgotischen Sakristeianbaus im Süden nur die nördliche erhalten geblieben ist. Sie ist über dem Sockel durch vier Lisenen mit Rund- beziehungsweise Spitzbogenfriesen gegliedert und wird durch ein kleines mittiges Rundbogenfenster belichtet. Das kegelförmige Steindach der Apsis schließt mit einem im oberen Bereich der gekrümmten Fläche aufgelegten Rundbogenfries ab, von dem aus drei lisenenartige Gurte zur Traufe verlaufen. Bekrönt wird der nach dem Vorbild der Nebenapsiden des Naumburger Doms errichtete Baukörper durch eine Kugel an der Ostwand des Nordquerhauses.
Die in spätgotischer Zeit auf der Südseite errichtete Sakristei wird auf der Süd- und Ostseite durch jeweils eine spitzbogige Dreifenstergruppe belichtet. Die Südostecke des mit einem biberschwanzgedeckten Walmdach versehenen schlichten Baukörpers nehmen zwei Strebepfeiler ein.

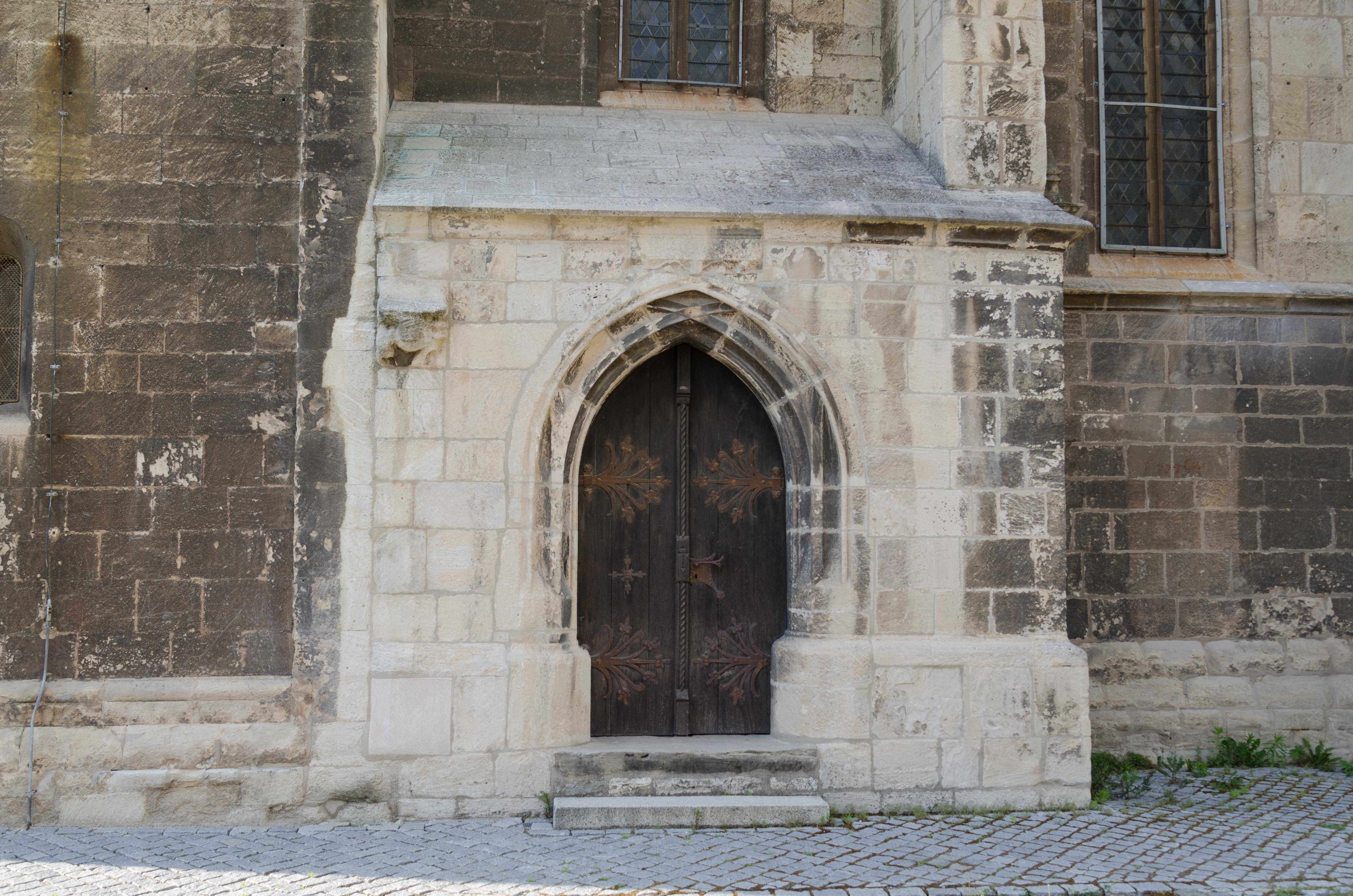
Südliches Langhausportal
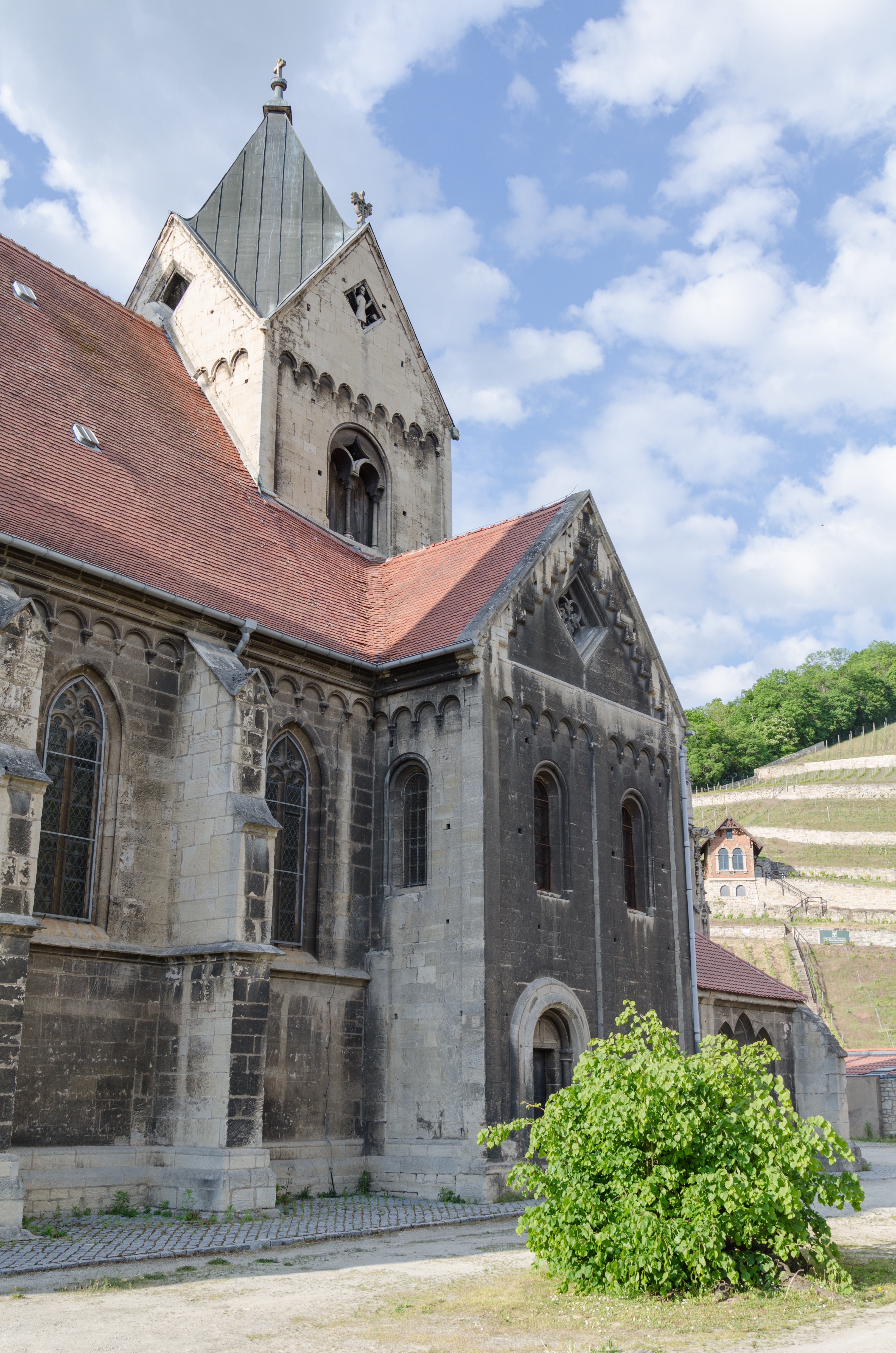
Langhaus, Vierungsturm und Südquerhaus
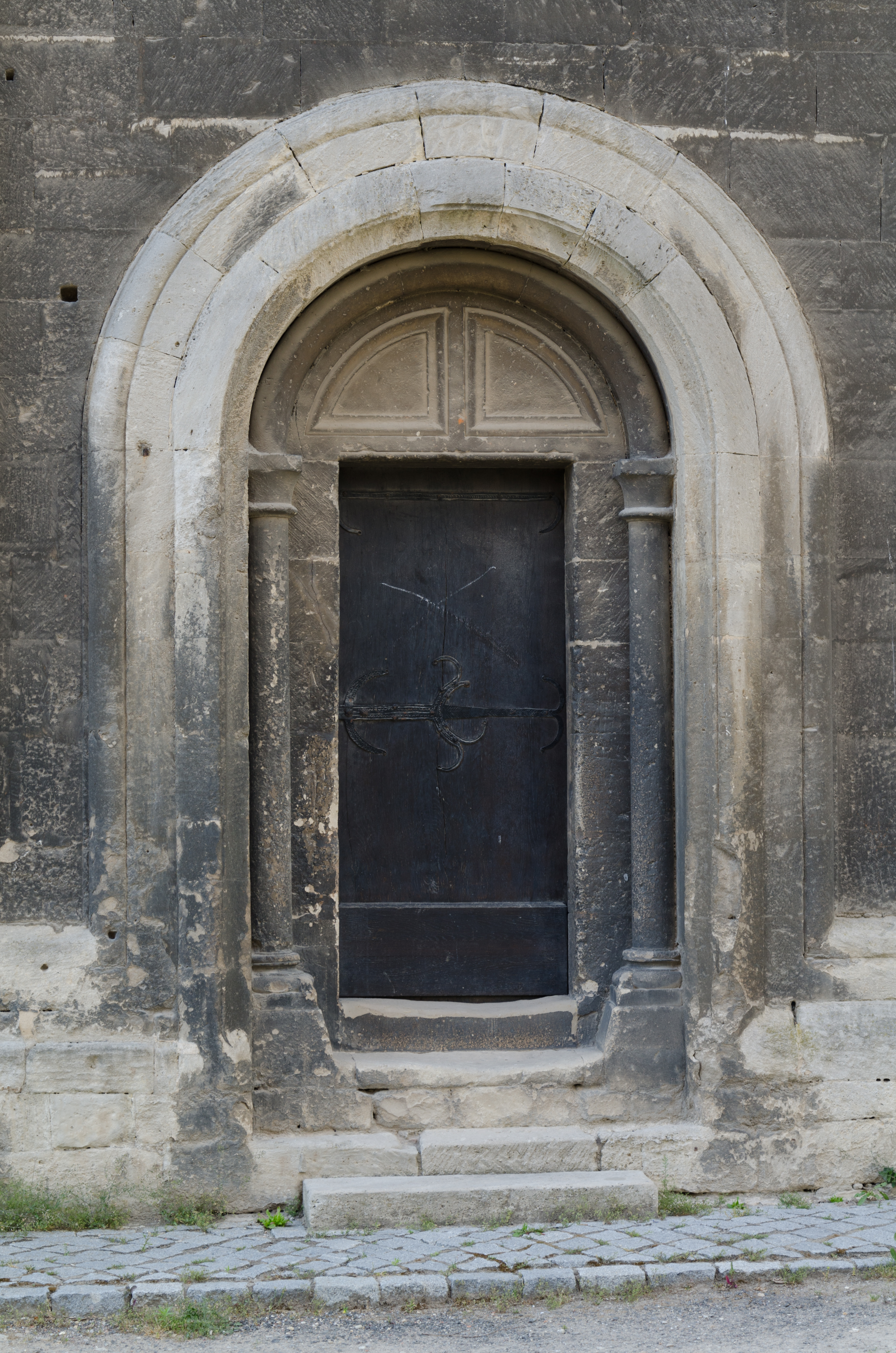
Portal des Südquerhauses
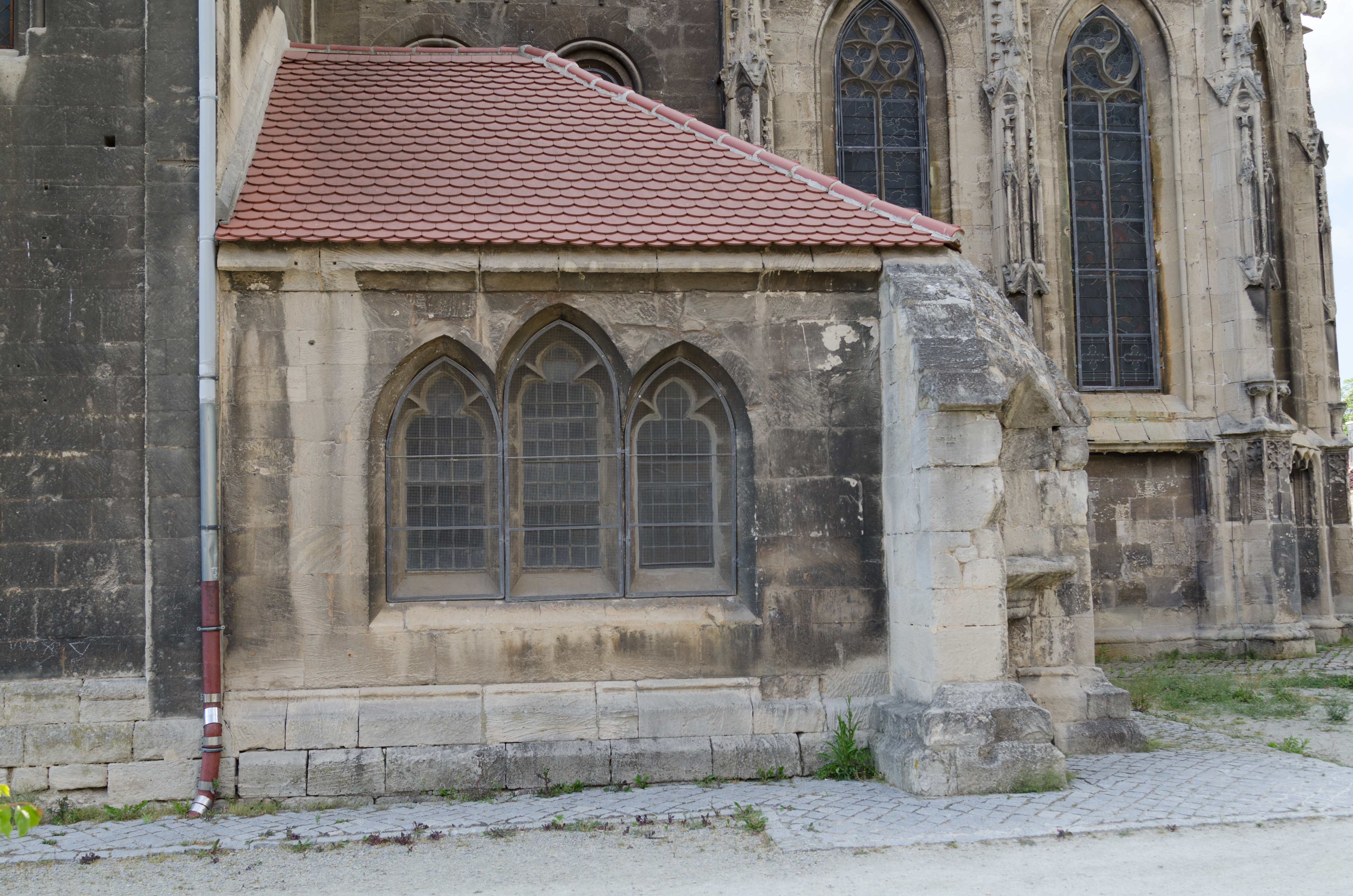
Sakristei am Südquerhaus

Das romanische Chorquadrat entspricht in seiner Architektur dem Querhaus. Auf der Nordseite befindet sich ein später zugesetztes Rundbogenfenster analog zu den Fenstern des Querschiffs, während im Süden zwei Fenster den Chorraum belichten.
Der im 15. Jahrhundert anstelle der romanischen Hauptapsis errichtete gotische Chor schließt sich mit gleicher Breite an das romanische Chorjoch an. Seine sieben durch Strebepfeiler getrennten Wandfelder weisen identische Gliederungselemente auf: Über einem niedrigen Sockel erheben sich annähernd quadratische, schmucklose Wandfelder, die oben mit einem Kaffgesims abschließen. Bei vier Wandfeldern sind unterhalb des Gesimses frei gearbeitete Bogenfriese angebracht, die teilweise stark beschädigt oder nur noch in Resten vorhanden sind.
Über dem Gesims sind die Wände durch große, mit gekehlten Gewänden versehene zweibahnige Spitzbogenfenster mit Maßwerk geöffnet. Die Maßwerkformen variieren zwischen Drei- und Vierpässen sowie Fischblasenornamenten. Unterhalb des abschließenden Traufgesimses ist ein gotischer Maßwerkfries angebracht.
Die aufwändig gestalteten Strebepfeiler haben unterhalb des Kaffgesimses einen rechteckigen Grundriss und sind mit maßwerkgefüllten Feldern verziert. Darüber leiten je zwei angedeutete Baldachine mit bekrönender Fiale zu einem fünfeckigen Querschnitt über, um oberhalb einer dem gesamten Pfeiler vorgelegten Fiale auf Höhe der Fensterbögen wieder zum rechteckigen Profil überzugehen. Den Abschluss über der Traufe bilden freistehende, krabbenbesetzte und mit Kreuzblumen bekrönte Fialen, an deren Fußpunkten jeweils zwei figürliche Wasserspeier sitzen. Das hohe, im Gegensatz zu den übrigen Dachflächen mit einer altdeutschen Schieferdeckung versehene Chordach erstreckt sich auch über das romanische Chorjoch und überschneidet aufgrund der gegenüber dem älteren Bauzustand geänderten Proportionen das östliche Rundbogenfenster des Vierungsturms.

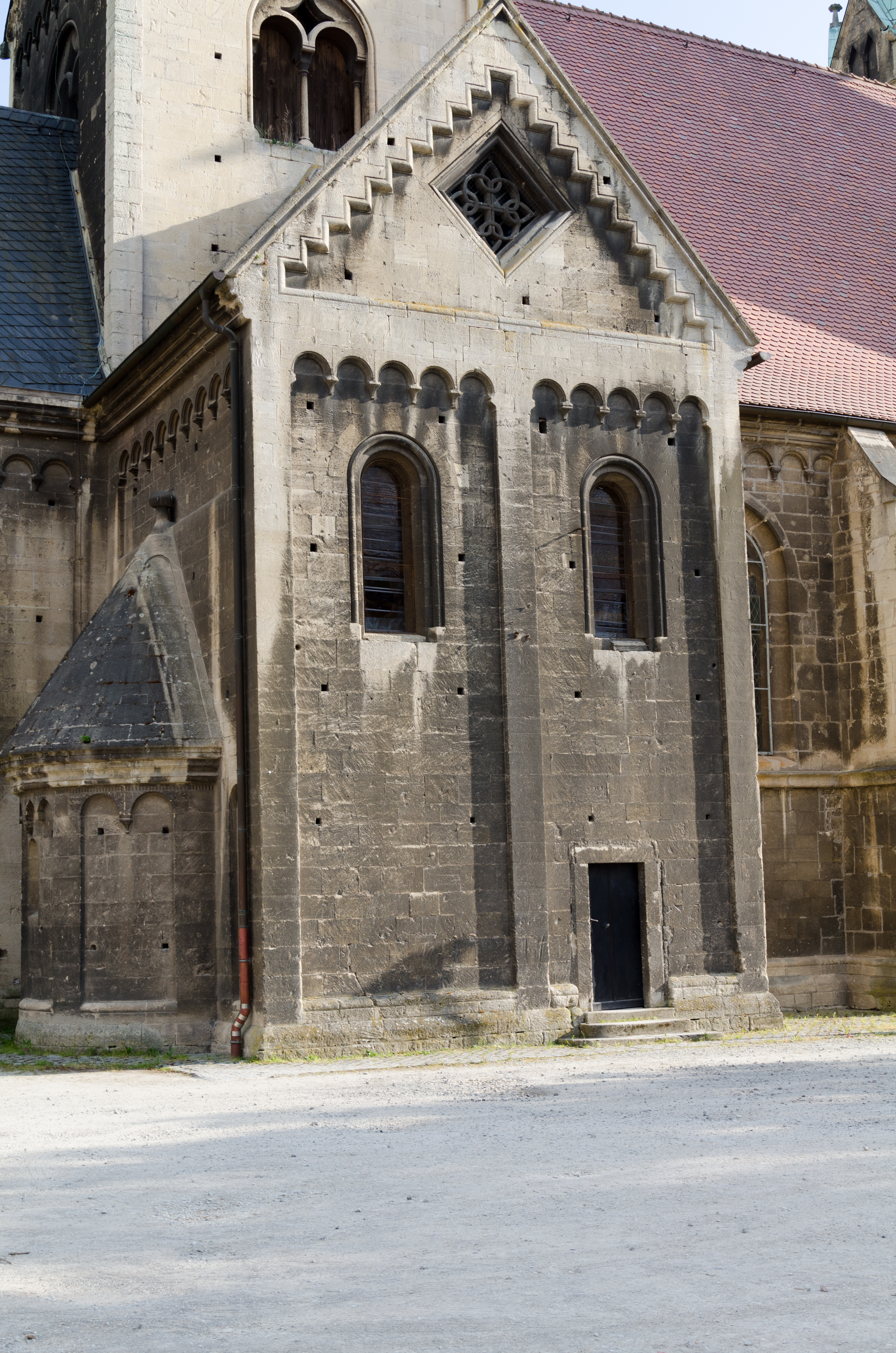
Nordquerhaus
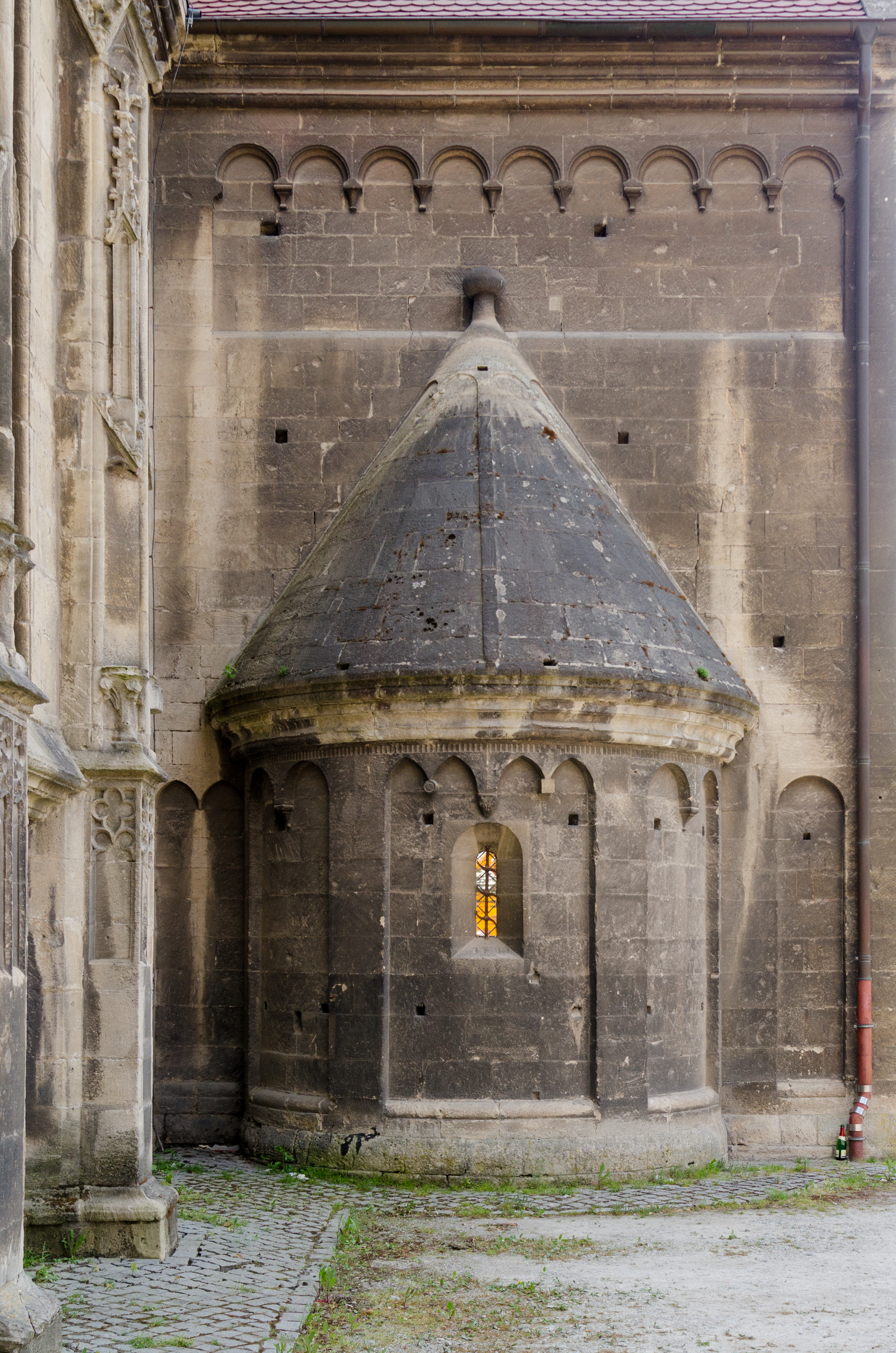
Apsis am Nordquerhaus
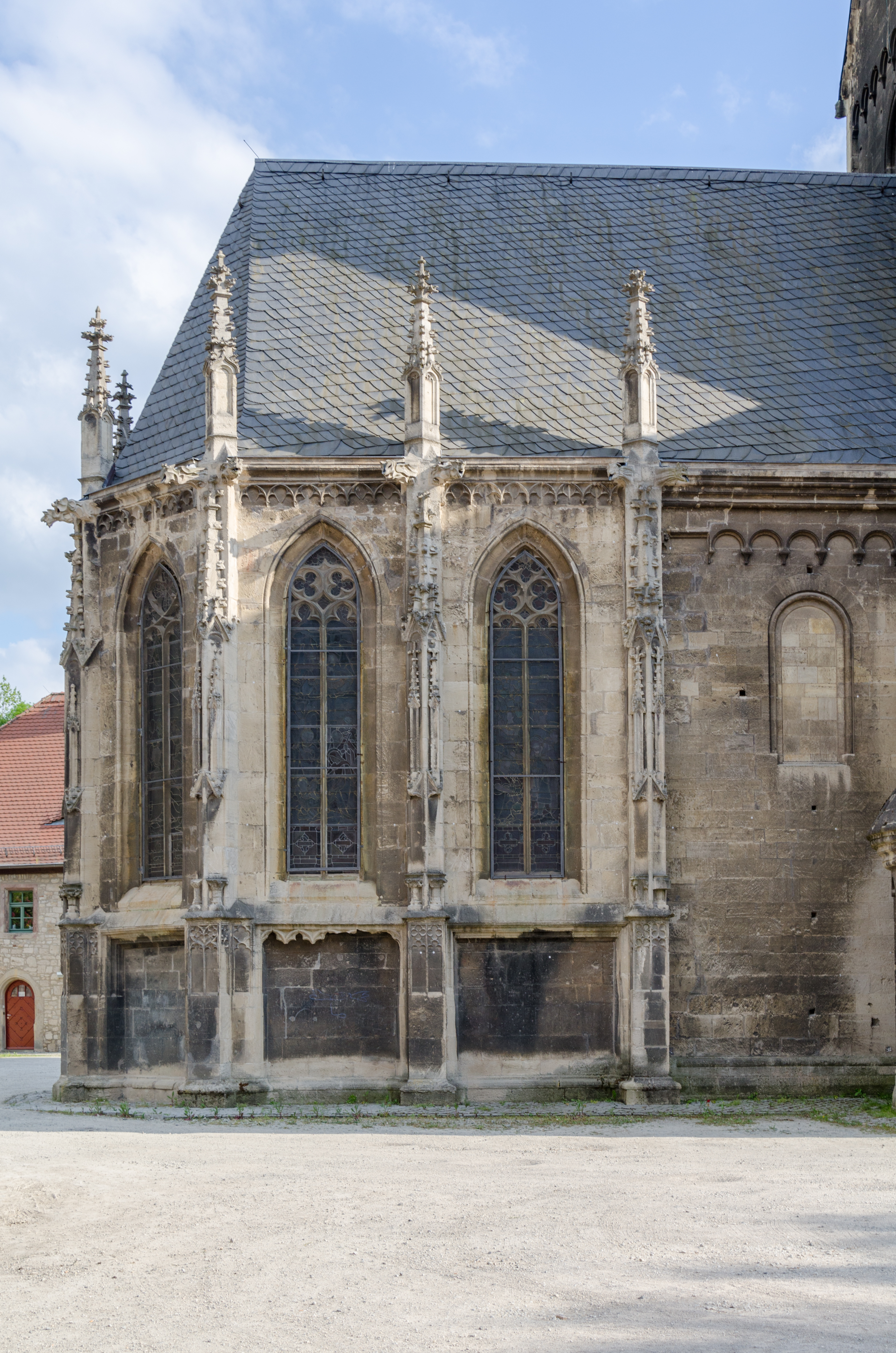
Gotischer Chor und romanisches Chorquadrat
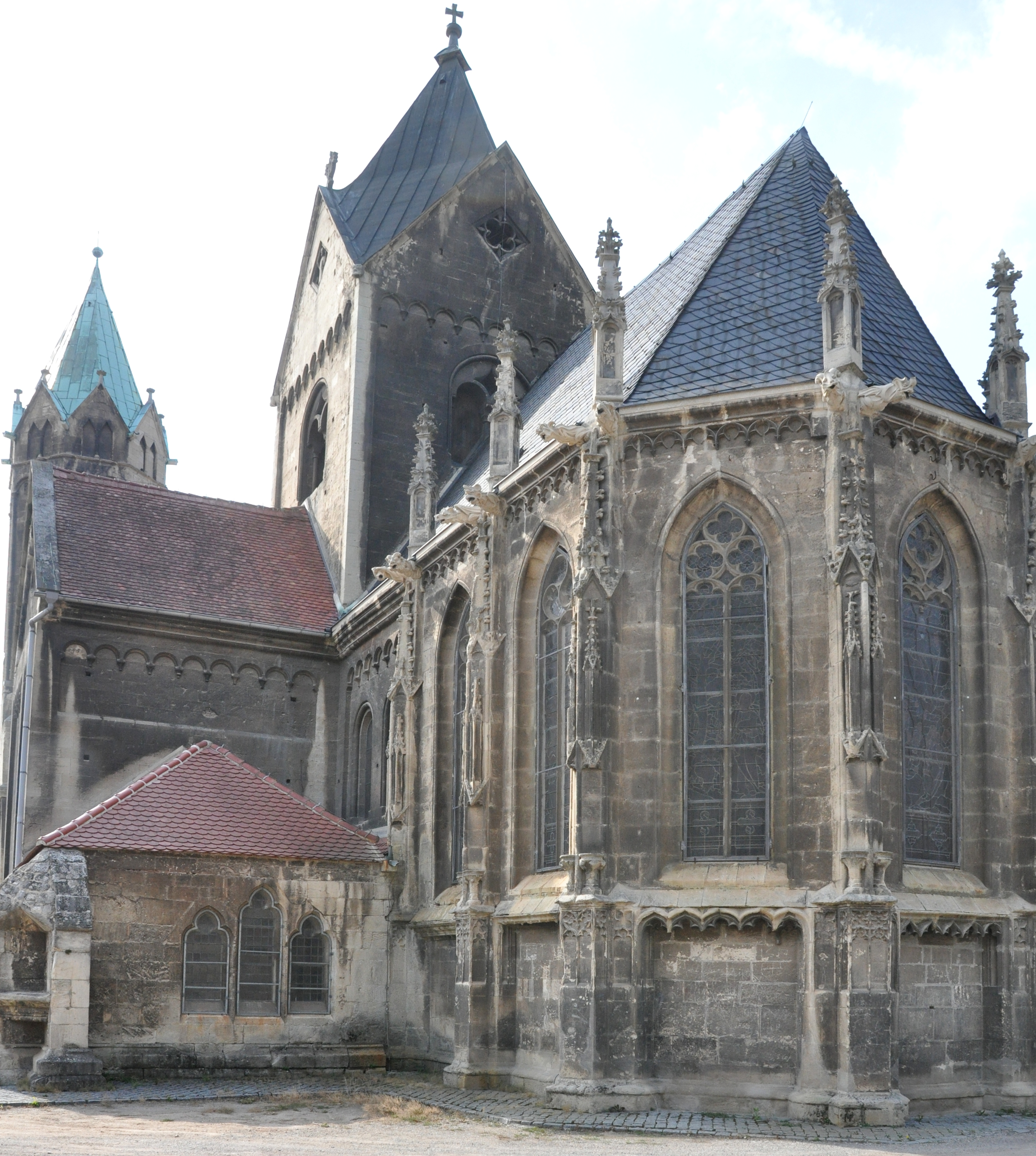
Gotischer Chor und Sakristei

### Innenraum

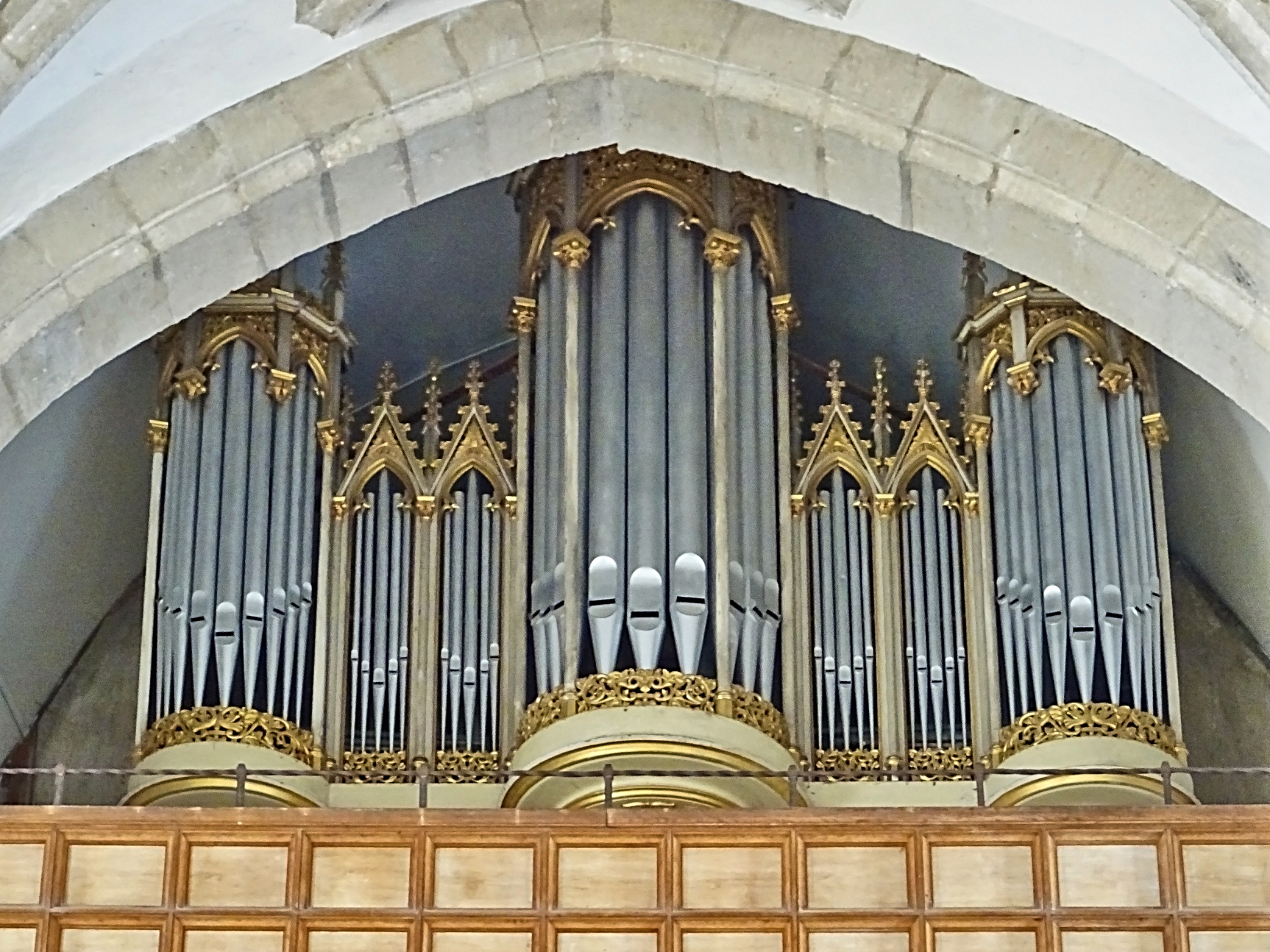
Geissler-Orgel

Die gewölbten Erdgeschossräume der quadratischen Westtürme mit östlichen Durchgängen zu den Seitenschiffen flankieren den ebenfalls mit einer Gewölbedecke versehenen Raum zwischen Kirchenschiff und Westportal, der sich mit einem schiffsbreiten Rundbogen zum Langhaus öffnet und über dem sich die Orgelempore befindet. Die Orgel mit 25 Registern, verteilt auf zwei Manuale und Pedal, wurde 1861 von Conrad Geißler gebaut. In der Südostecke des Südturms erschließt eine Wendeltreppe die Empore und die Turmobergeschosse.
Das Hallenlanghaus besitzt vier schlichte spitzbogige Arkaden aus auf Sockeln stehenden achteckigen Pfeilern ohne Kapitelle. Das unmittelbar an den Turmunterbau anschließende westliche Pfeilerpaar wurde direkt auf den dort erhaltenen, als Bündelpfeiler gebildeten romanischen Stützen aufgesetzt, während im Osten die an das Querschiff grenzenden Pfeiler auf rechteckigen Wandvorlagen stehen. An den Ostenden der Seitenschiffe sind die vor der Errichtung des Hallenlanghauses außen am Querschiff befindlichen Rundfenster sichtbar. Den Ostabschluss des Mittelschiffs bildet der aus der romanischen Bauphase stammende spitze Triumphbogen, der auf den hoch angebrachten und mit Palmettendekor verzierten Konsolen ruht.

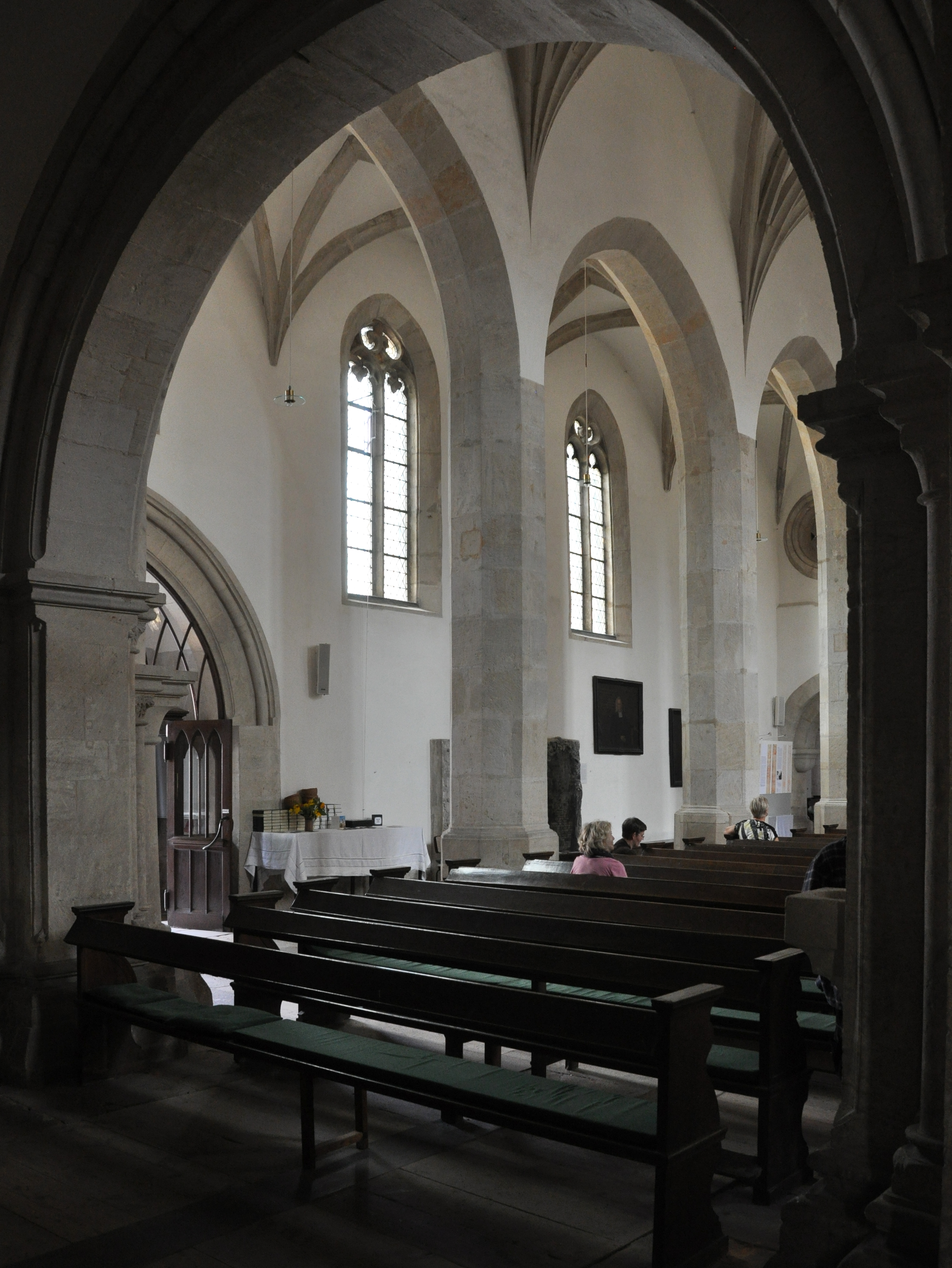
Blick in das Langhaus von Südwesten
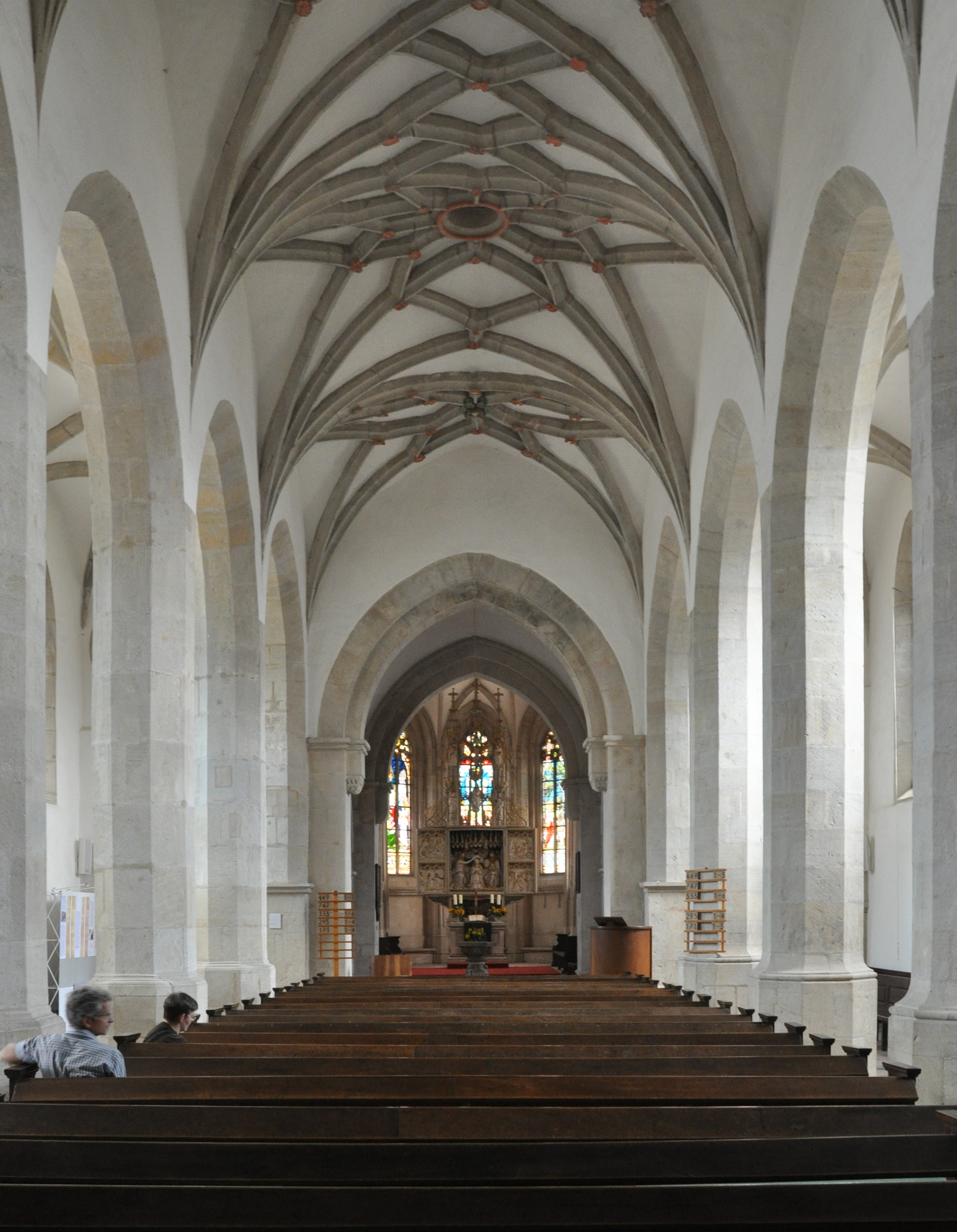
Blick durch das Langhaus nach Osten
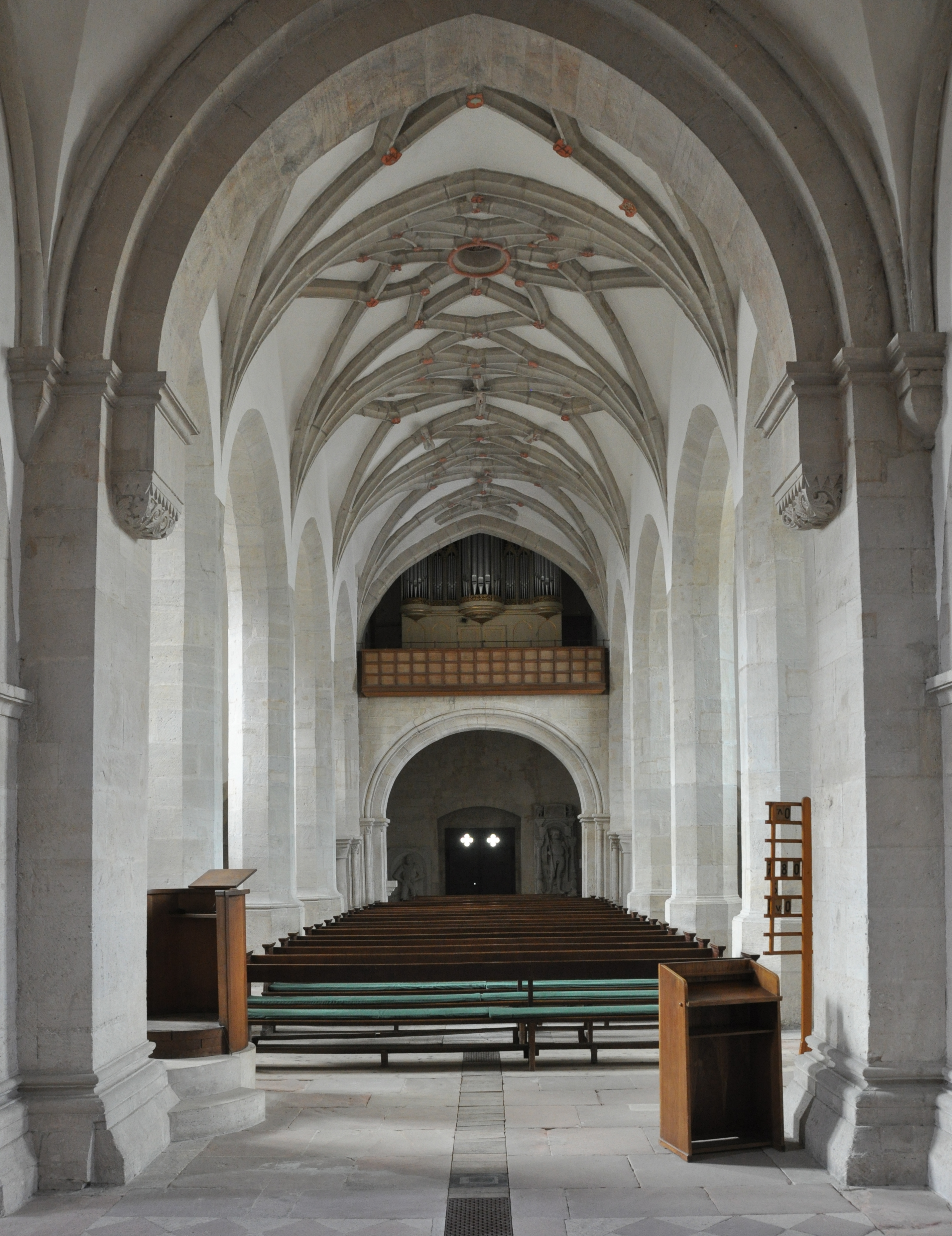
Blick durch das Langhaus nach Westen
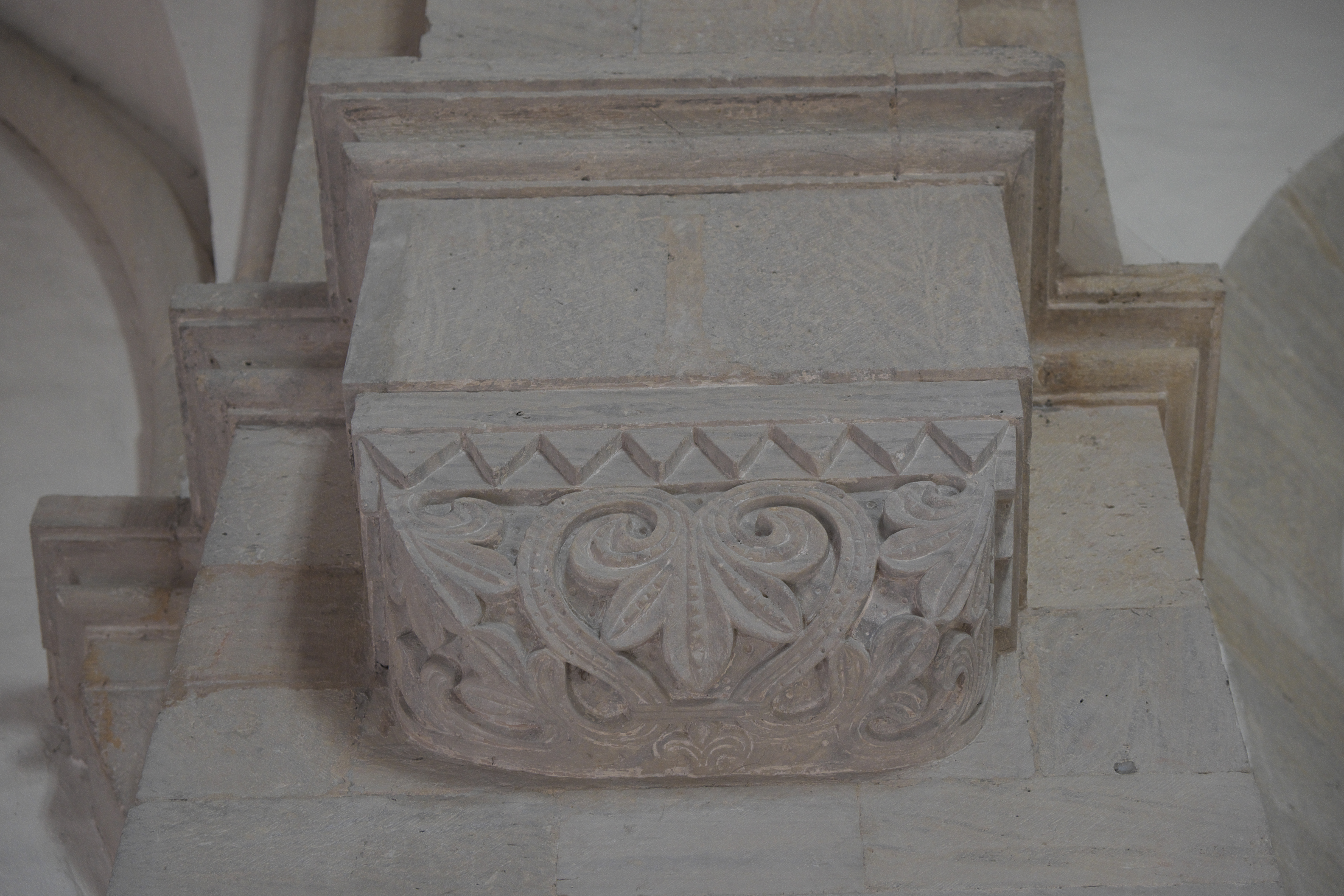
Konsole des Triumphbogens

Die Decke des Langhauses bildet ein mit jochweise variierenden Rippenfigurationen versehenes Netzgewölbe, während in den Seitenschiffen schlichte Kreuzrippengewölbe ausgeführt wurden. Die Rippen besitzen einfach gekehlte Profile und treten ohne Konsolen direkt aus den Wänden hervor. Die Kreuzungspunkte der Rippen sind im Mittelschiff als Schlusssteine mit Wappenschilden, Innungszeichen, Hausmarken oder kleinen Rosetten verziert, die farbig hervortreten. In das zweite Gewölbejoch von Westen ist eine nahezu vollplastisch gearbeitete Kreuzigungsgruppe integriert. Das dritte Joch verfügt über einen ringförmigen Schlussstein mit runder Öffnung, während das östliche Joch des Mittelschiffs mit einer Maske im Blätterkranz geschmückt ist.
Das im Osten auf das Langhaus folgende Querschiff aus der romanischen Bauphase ist zur Vierung mit niedrigen, auf schlichten Konsolen ruhenden Spitzbögen geöffnet. Die im Westen vom Triumphbogen und im Osten vom gleich großen Chorbogen begrenzte Vierung besitzt ein über dem die Pfeiler umlaufenden Kämpferprofil ein Kreuzgratgewölbe mit die Schildbögen einfassenden runden Wülsten. Im Gegensatz dazu sind die Querhausarme flachgedeckt. Im Nordquerhaus hat sich die ursprüngliche Nebenapsis erhalten, während im südlichen Pendant aufgrund der dahinter befindlichen Sakristei nur noch der Apsisbogen in der Ostwand erkennbar ist.

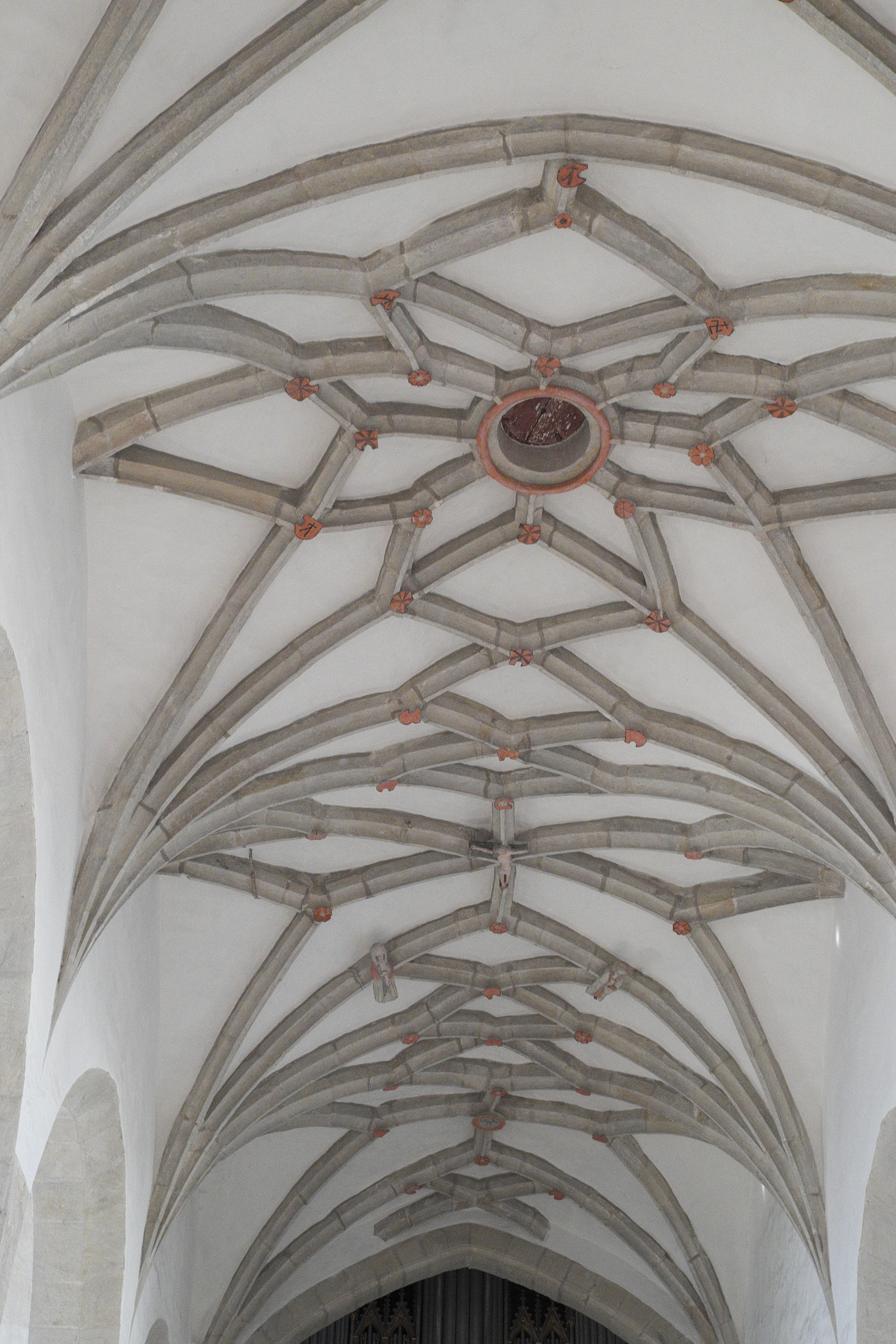
Netzgewölbe des Langhauses
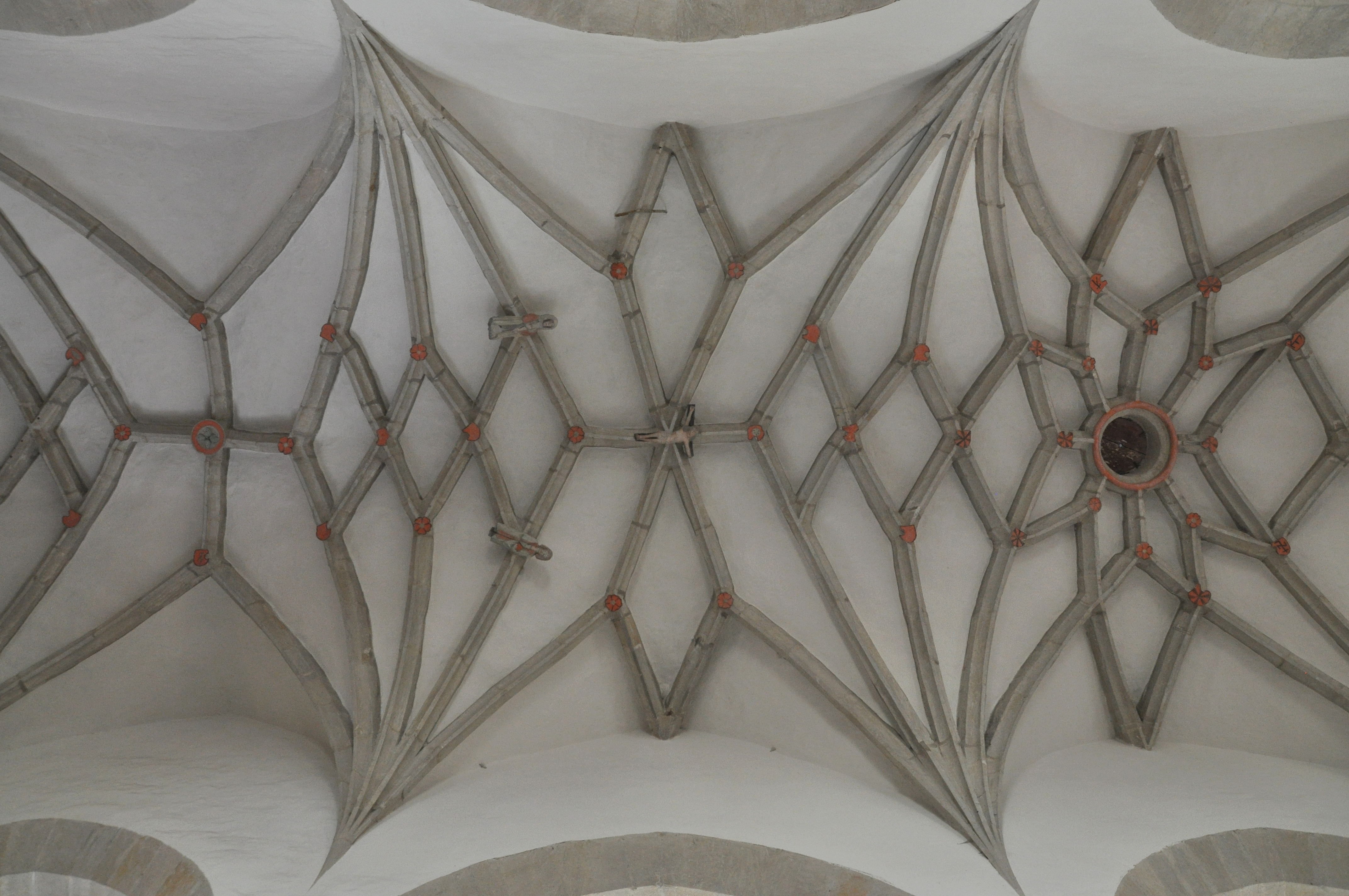
Kreuzigungsgruppe im Langhausgewölbe
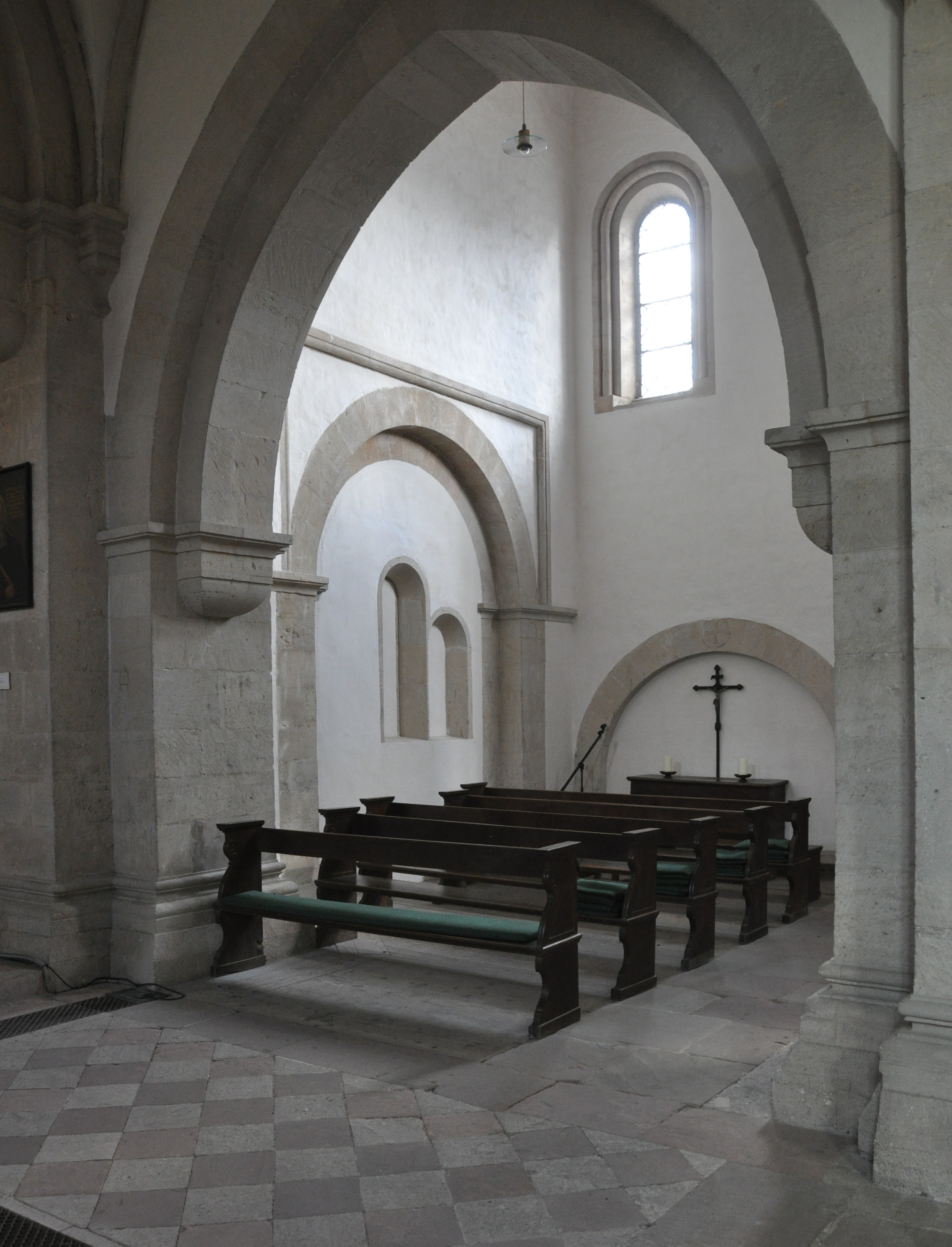
Blick in das Südquerhaus mit vermauertem Apsisbogen
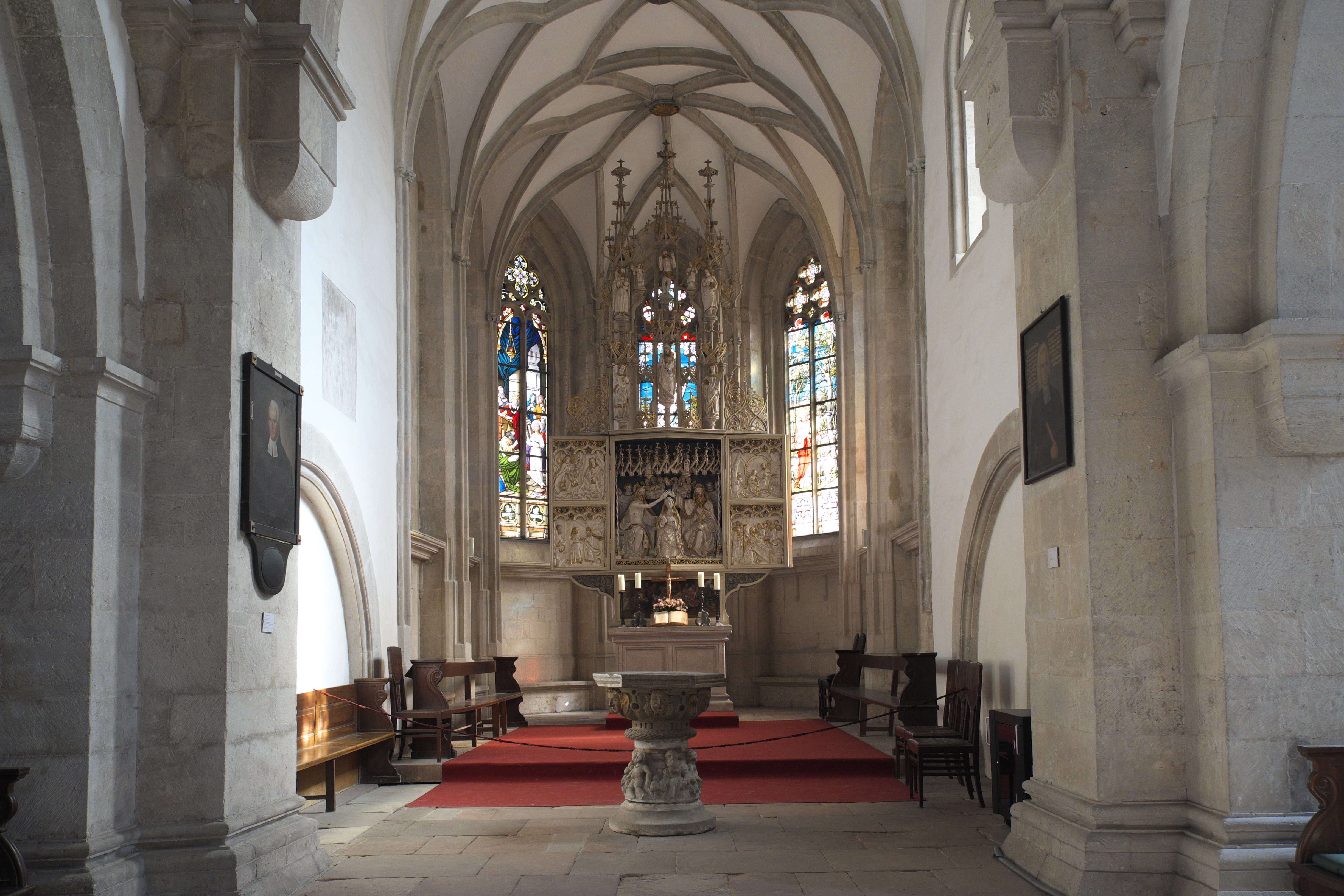
Blick von der Vierung in den Chorraum

Das romanische Chorquadrat östlich der Vierung ist an der Nord- und Südseite in der unteren Wandhälfte durch je einen breiten Blendbogen gegliedert und wird durch die ursprünglichen Rundbogenfenster im Süden belichtet, wird aber durch das im 15. Jahrhundert im Zuge des Chorneubaus in diesen Raum hineingezogene Netzgewölbe mit dem später entstandenen Bauteil verbunden. Im Süden befindet sich der Zugang zur sterngewölbten Sakristei.
Im gotischen Chorraum sind analog zu dessen Außengestaltung zwischen den nach innen gezogenen Strebepfeilern über einem als Sitzbank ausgebildeten Sockel annähernd quadratische schmucklose Wandfelder angeordnet, die oben von einem laufgangartig vorspringenden Gesims begrenzt werden, das zugleich die Sohlbank der großen, farbig verglasten Spitzbogenfenster bildet. Den Strebepfeilern sind schlanke Dienste vorgelegt, die über mit Blättern verzierten Kapitellen die einfach profilierten Gewölberippen tragen, die im romanischen Chorquadrat auf Konsolen ruhen. Die jeweils in der Jochmitte befindlichen runden Gewölbeschlusssteine sind mit einer Sonne, einem Mond und Sternen geschmückt.

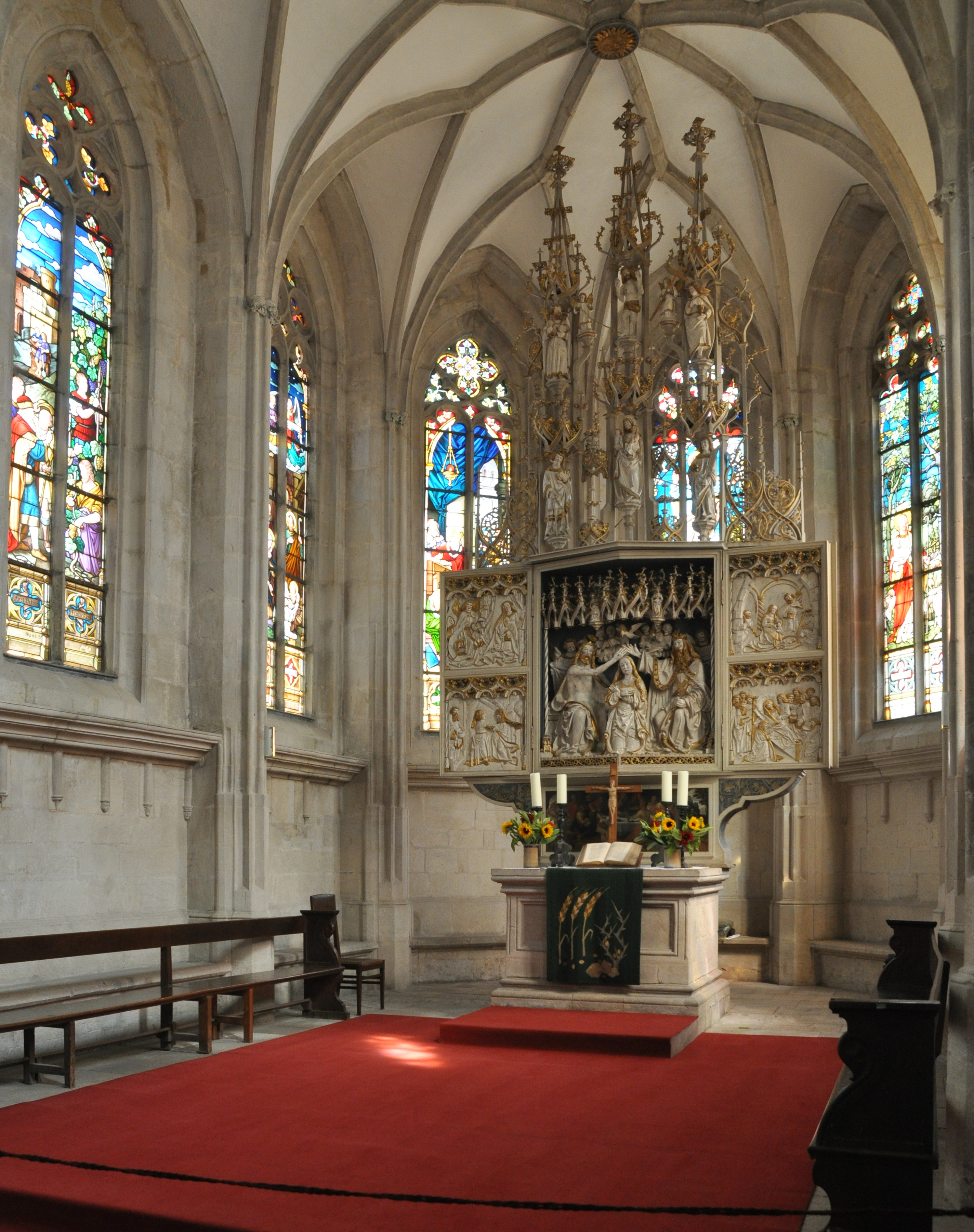
Gotischer Chorraum
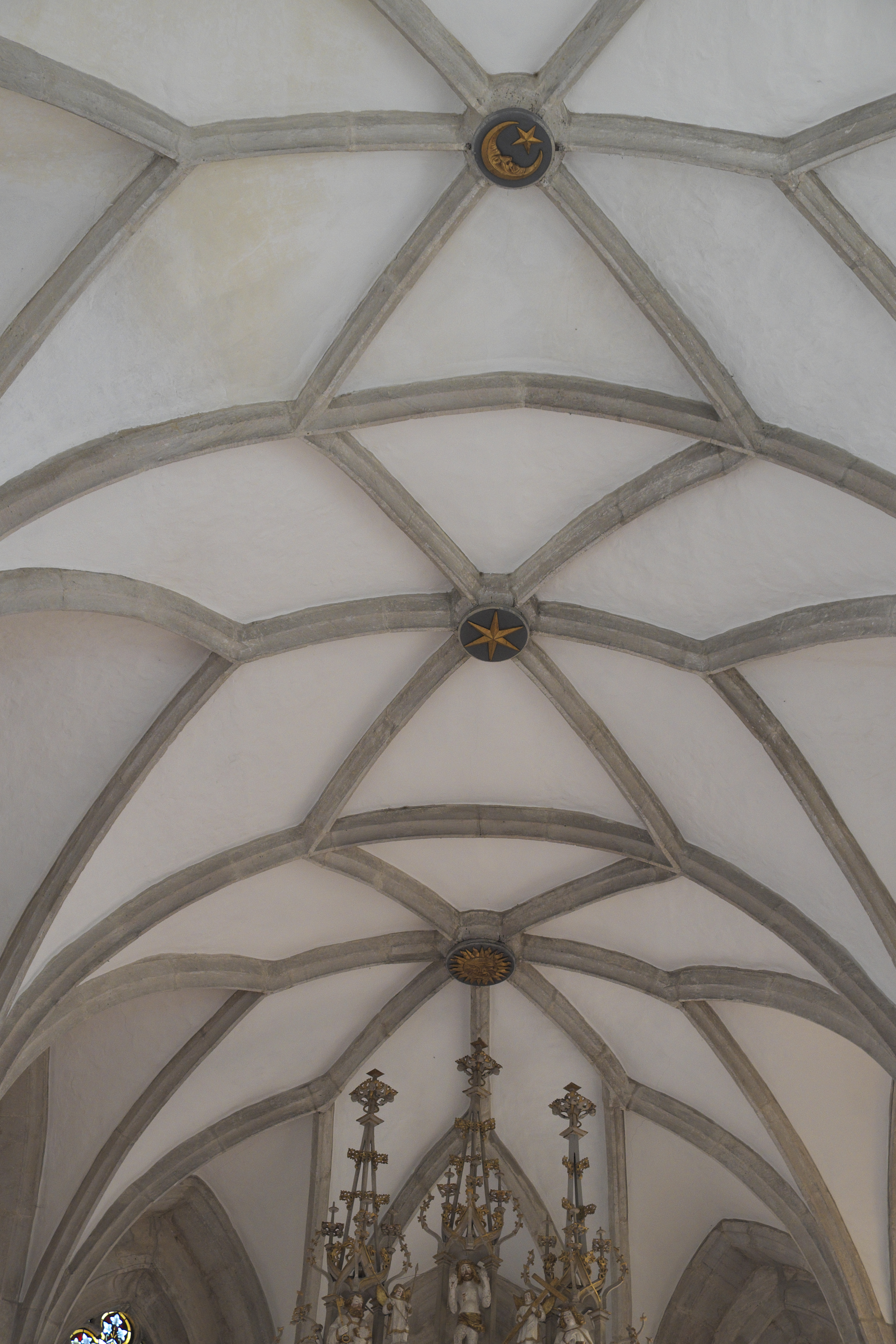
Netzgewölbe des Chors

## Ausstattung

### Altar
Das auf dem steinernen Altar im Chor stehende geschnitzte Altarretabel entstand um 1500 für die zu dieser Zeit umgebaute Marienkirche. Das gut erhaltene Kunstwerk wird zu den besten Arbeiten dieser Zeit im Thüringer Raum gezählt. Den Mittelpunkt bildet die Marienkrönung mit flankierenden Engeln und einem Engelchor im Hintergrund. Begrenzt wird die Szene links und rechts von sehr dünnen gedrehten Säulchen, die einen Baldachin aus gekreuztem und gewundenem Astwerk tragen, an dem die auf Konsolen stehenden Figuren der Heiligen Katharina und Barbara angebracht sind.
Die geöffneten Seitenflügel zeigen unter ebenfalls von dünnen Säulchen getragenen Astwerkfriesen jeweils zwei ungefähr quadratische, übereinander angeordnete Reliefs. Auf dem linken Flügel sind die Verkündigung und die Heimsuchung, auf dem rechten Flügel die Geburt Christi und der Marientod dargestellt. Die Flügelrückseiten und die Predella wurden vermutlich erst um 1600 mit gemalten Darstellungen der vier Evangelisten und des Abendmahls versehen.
Das feingliedrige, aus drei mit Kreuzblumen bekrönten Fialentürmchen bestehende hohe Gesprenge besitzt ebenfalls figürlichen Schmuck: Im mittleren Türmchen stehen übereinander Statuen der Anna selbdritt und des Schmerzensmanns, der von kleineren Engeln mit Marterwerkzeugen flankiert wird. Das linke Türmchen trägt die Darstellungen der Heiligen Laurentius und Petrus, während rechts Figuren des Heiligen Stephanus und des Evangelisten Johannes zu sehen sind. Die sechs Hauptfiguren stehen unter aus Astwerk gebildeten Baldachinen. Da eine Weihe des Altars für das Jahr 1499 überliefert ist, wird eine Entstehung des Altaraufsatzes in diese Zeit datiert.

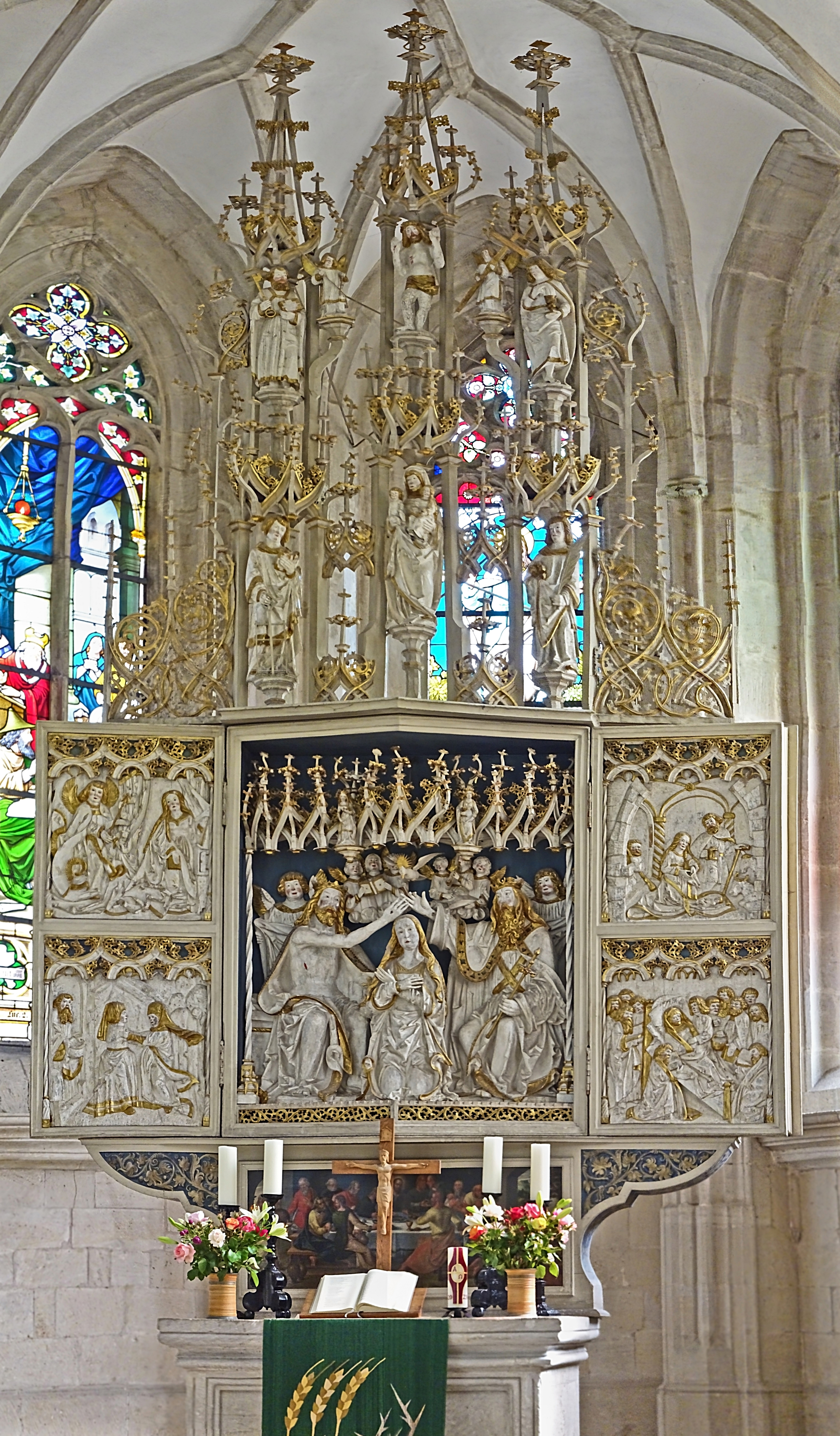
Gesamtansicht des Altars
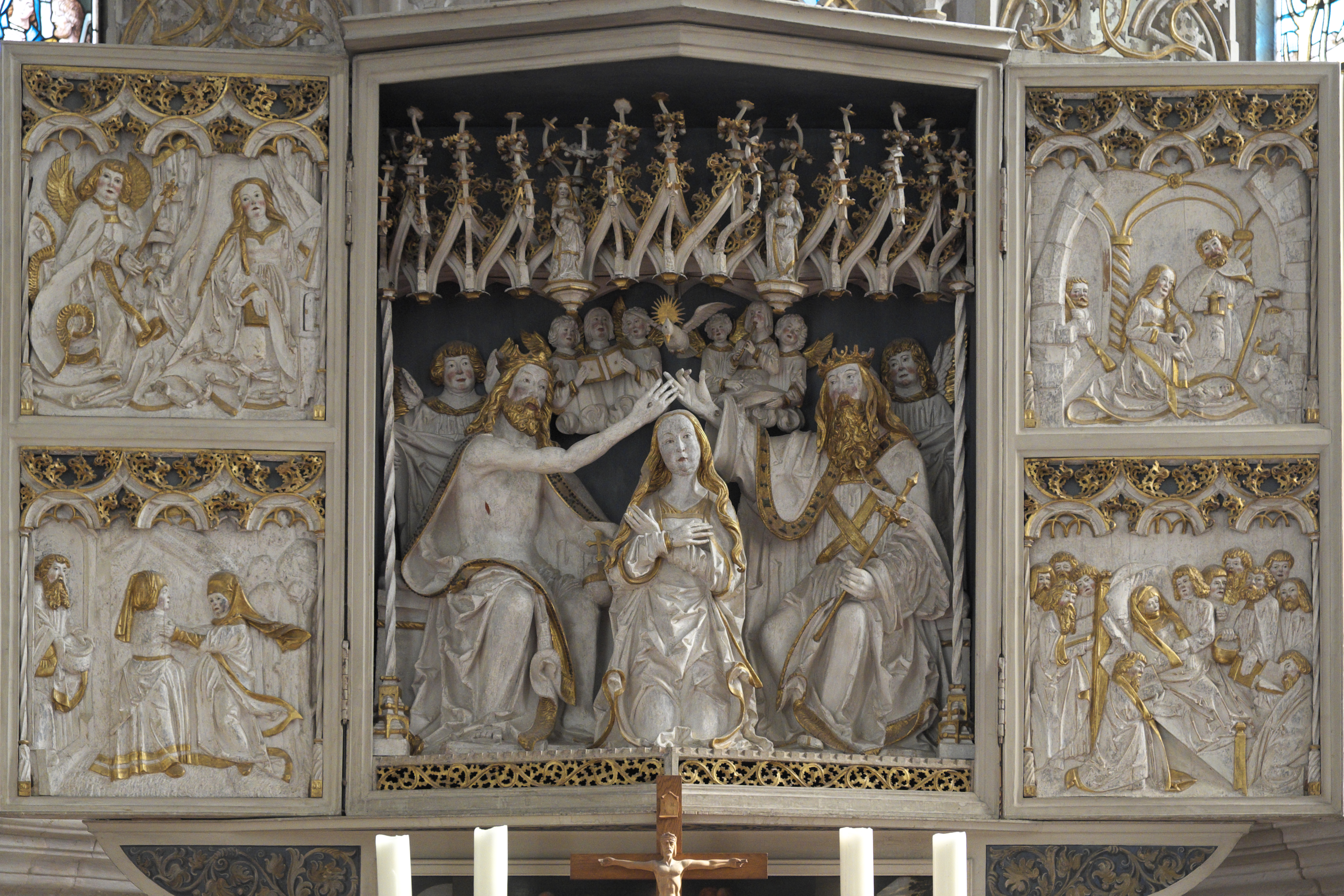
Geöffneter Altarschrein
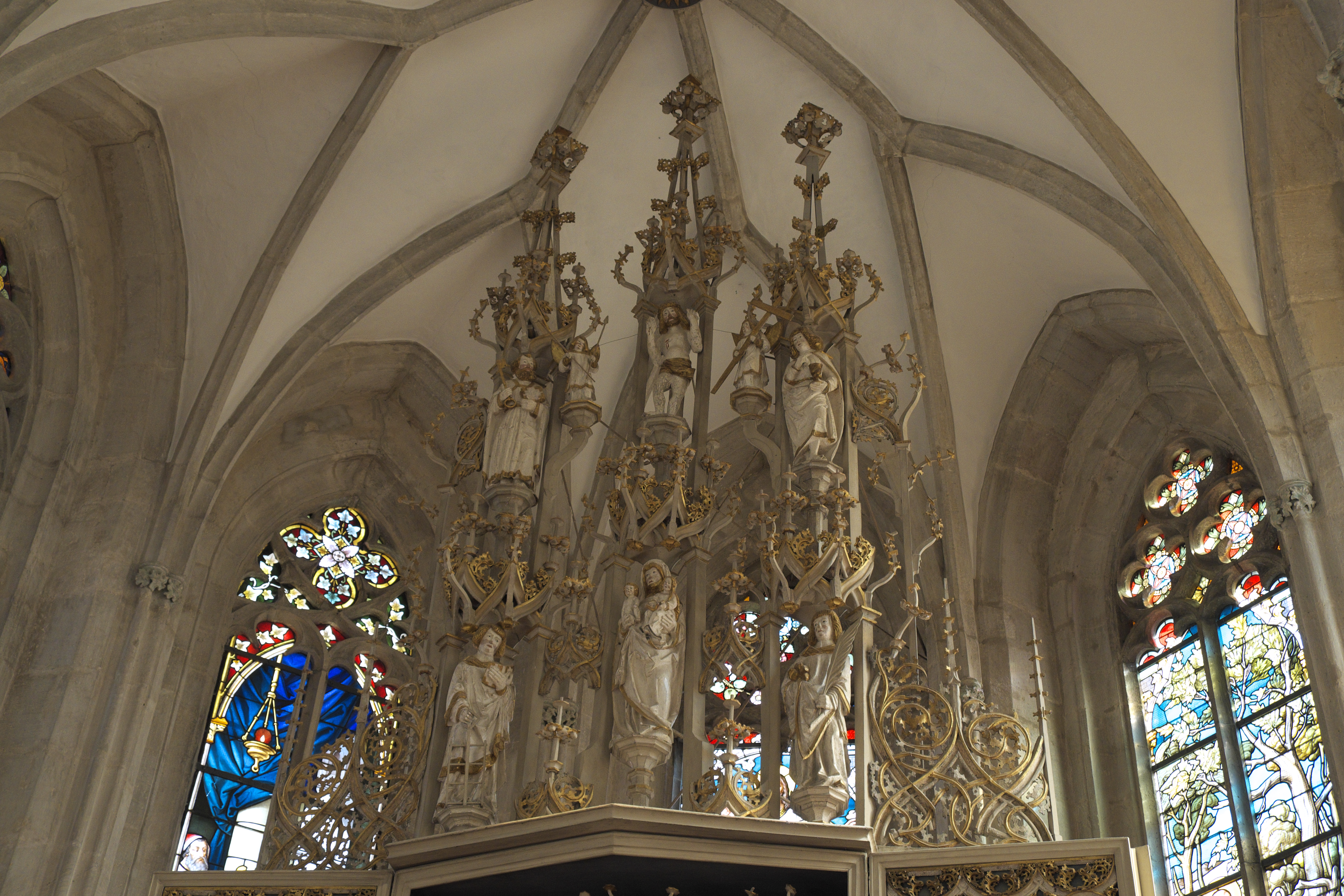
Gesprenge des Altars
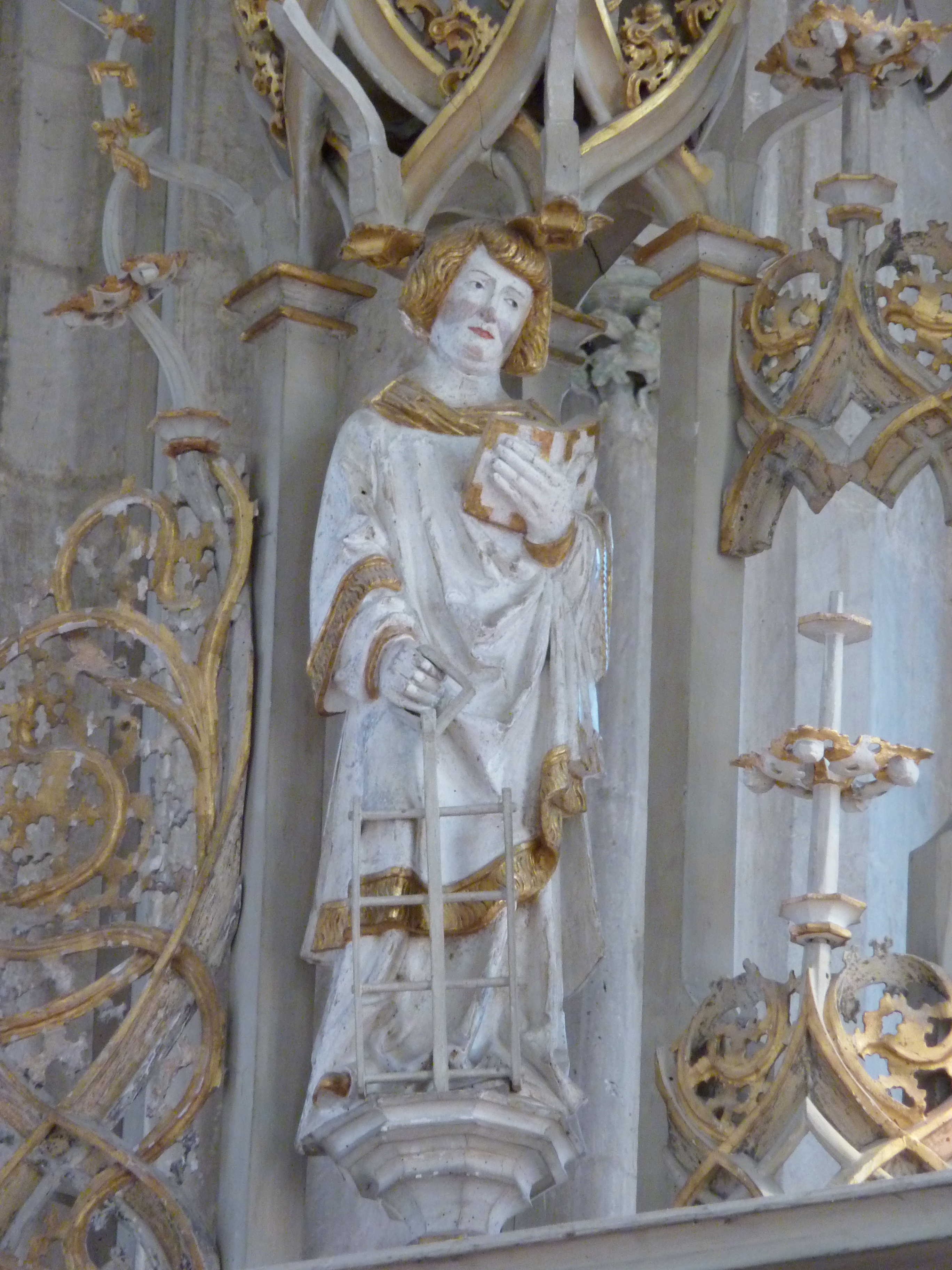
Figur des Heiligen Laurentius

### Taufstein
Die in der Mitte des romanischen Chorjochs stehende kelchförmige Taufe wurde um 1600 aus Sandstein gefertigt. Am Fuß sind über einer runden Basis sitzende und tanzende nackte Putten sowie zwei Täuflinge zwischen Fruchtgehängen dargestellt. Darüber erscheint ein Blätterkranz, der das flache Taufbecken mit sechseckigem Rand trägt. Die gewölbten Wände des Beckens sind mit plastischen, naturalistisch bemalten Engelsgesichtern auf dem mit Beschlagwerk verzierten Hintergrund geschmückt.

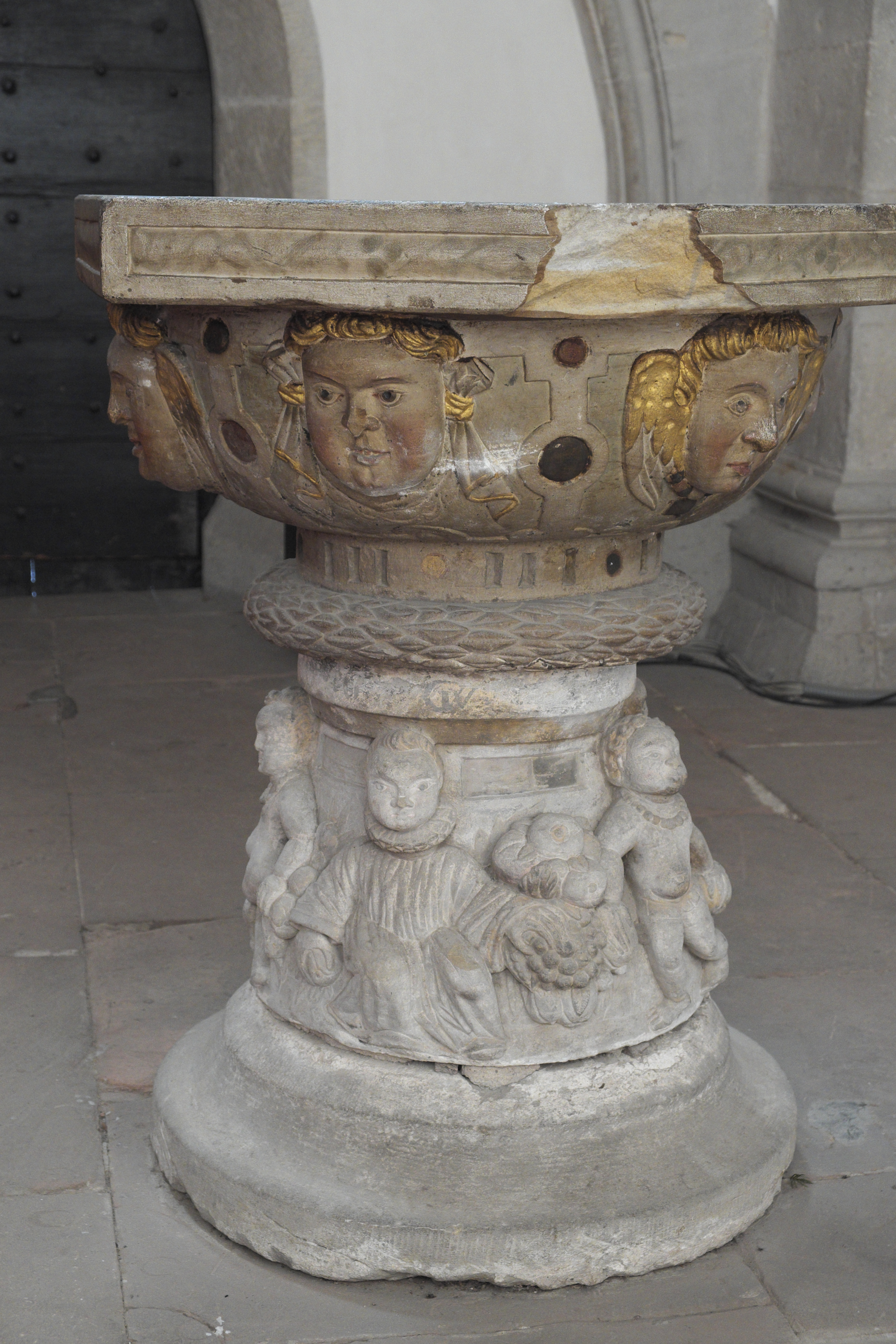
Taufstein, Gesamtansicht
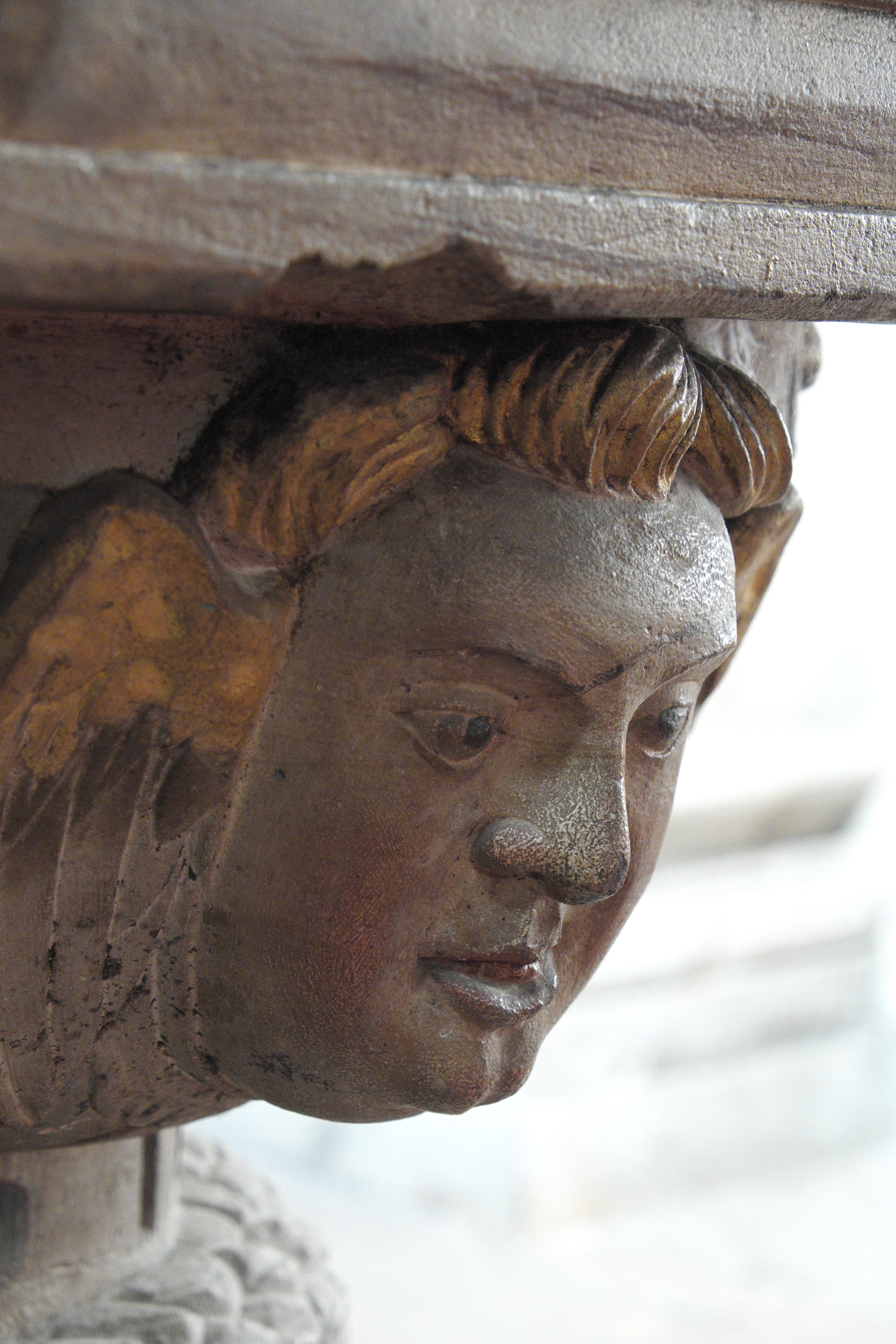
Taufstein, Engelskopf

### Grabdenkmäler
Bedeutende, an den Wänden der Kirche aufgestellte Grabplatten mit figürlichen Darstellungen der Verstorbenen entstanden im 16. und 17. Jahrhundert für Chr. von Taubenheim († 1536), Anna von Wolstrop († 1557) sowie für drei Mitglieder der Familie von Fürstenauer.

### Weitere Kunstwerke
Die Kirche besitzt neben einer Reihe von Gemälden mit Superintendenten- und Pastorenbildnissen eine aus den 1510er Jahren stammende ungefasste Schnitzfigur der Anna selbdritt, ein mit einem Palmettenfries verziertes spätromanisches Steinfragment einer Schranke und einen in der Sakristei aufgehängten, auf die Zeit um 1530 datierten beidseitig bemalten Altarflügel. Während auf einer Seite die Verkündigung dargestellt ist, zeigt die andere Seite die Heilige Sippe mit einer Berglandschaft im Hintergrund, wobei die Stadt Freyburg mit der Marienkirche unterhalb des Schlosses Neuenburg zu sehen ist.

## Varia
- In Freyburgs Kirche St. Marien würdigt seit 22. Juni 2017 die Jubiläums-Ausstellung „150 Jahre Photogrammetrie in Deutschland“ Albrecht Meydenbauers Pioniertat von 1867, wo er auftragsgemäß in der Stadt zur Probe die ersten Aufnahmen nach dem neuartigen Foto-Vermessungsverfahren tätigte – so auch von der Kirche. Es sind die ältesten Lichtbilder, die es von der Kirche gibt. Zugleich ist sie das erste Baudenkmal Deutschlands überhaupt, das auf diese vermessungstechnische Weise dokumentiert worden ist.[3][4][5]